# Villefranche-sur-Saône
Pour les articles homonymes, voir Villefranche.
Villefranche-sur-Saône est une commune française, située dans le département du Rhône en région Auvergne-Rhône-Alpes.
Elle est connue pour être la capitale du Beaujolais.
Seule sous-préfecture et une des principales villes de la circonscription départementale du Rhône, c'est désormais la commune la plus peuplée du  département du Nouveau-Rhône, dans ses limites de 2015, ses habitants sont appelés les Caladois.

## Géographie

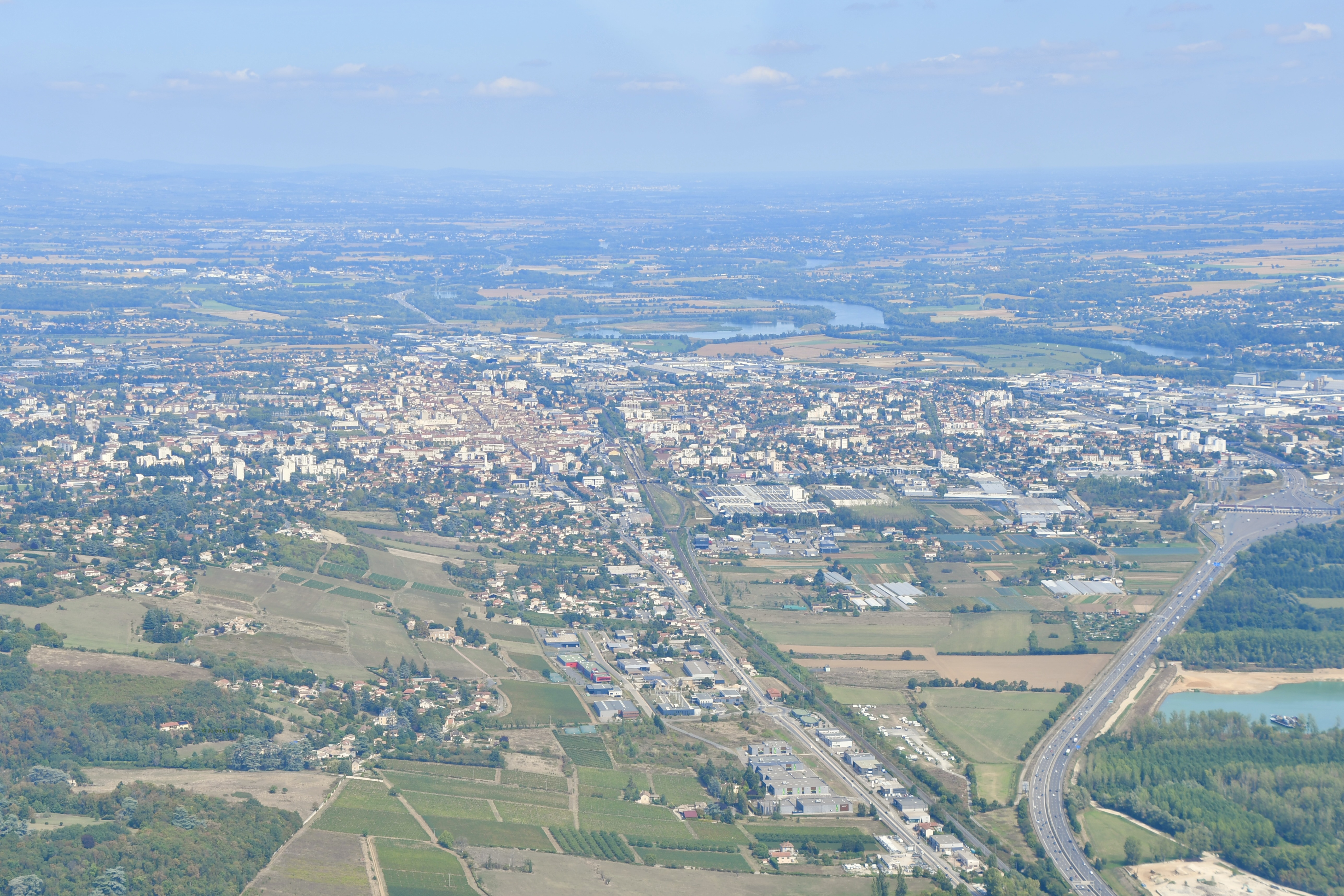
Vue aérienne.

### Localisation
Située sur une plaine, à 35 km au nord de Lyon (centre) et à 434 km de Paris, sur le 46e parallèle nord et sur la rive droite de la Saône, Villefranche est la principale ville et la seule agglomération du Beaujolais. Elle est parfois appelée Villefranche-en-Beaujolais.
La ville de Villefranche est desservie par l'autoroute A6 grâce aux échangeurs 31.2 (Villefranche-Sud et Limas) et 31.1 (Villefranche-Nord et Arnas).
Villefranche-sur-Saône fait partie de l'unité urbaine de Lyon et de l'aire urbaine de Lyon.

### Climat
Pour des articles plus généraux, voir Climat d'Auvergne-Rhône-Alpes et Climat du Rhône.
En 2010, le climat de la commune est de type climat océanique dégradé des plaines du Centre et du Nord, selon une étude du Centre national de la recherche scientifique s'appuyant sur une série de données couvrant la période 1971-2000. En 2020, Météo-France publie une typologie des climats de la France métropolitaine dans laquelle la commune est exposée à un climat de montagne ou de marges de montagne et est dans une zone de transition entre les régions climatiques « Bourgogne, vallée de la Saône » et « Nord-est du Massif Central ».
Pour la période 1971-2000, la température annuelle moyenne est de 12 °C, avec une amplitude thermique annuelle de 18,2 °C. Le cumul annuel moyen de précipitations est de 762 mm, avec 9,3 jours de précipitations en janvier et 6,6 jours en juillet. Pour la période 1991-2020, la température moyenne annuelle observée sur la station météorologique installée dans la commune est de 13,1 °C et le cumul annuel moyen de précipitations est de 790,9 mm,. Pour l'avenir, les paramètres climatiques de la commune estimés pour 2050 selon différents scénarios d'émission de gaz à effet de serre sont consultables sur un site dédié publié par Météo-France en novembre 2022.
| Mois                                  | jan.             | fév.           | mars           | avril         | mai             | juin           | jui.            | août          | sep.           | oct.            | nov.            | déc.             | année      |
| ------------------------------------- | ---------------- | -------------- | -------------- | ------------- | --------------- | -------------- | --------------- | ------------- | -------------- | --------------- | --------------- | ---------------- | ---------- |
| Température minimale moyenne (°C)     | 0,9              | 1              | 3,6            | 6,6           | 10,8            | 14,3           | 16,2            | 15,5          | 12             | 8,6             | 4,4             | 1,6              | 8          |
| Température moyenne (°C)              | 4,2              | 5,3            | 9              | 12,5          | 16,7            | 20,5           | 22,5            | 22            | 17,9           | 13,4            | 8               | 4,8              | 13,1       |
| Température maximale moyenne (°C)     | 7,6              | 9,6            | 14,4           | 18,4          | 22,6            | 26,7           | 28,8            | 28,5          | 23,8           | 18,1            | 11,6            | 8                | 18,2       |
| Record de froid (°C) date du record   | −21,9 25.01.1963 | −19 06.02.1963 | −11,5 01.03.05 | −5 08.04.03   | −0,8 04.05.1967 | 3,7 02.06.1975 | 4,9 03.07.1948  | 5 31.08.1986  | 0,5 25.09.1972 | −4,9 29.10.1950 | −8,5 23.11.1998 | −16,2 22.12.1963 | −21,9 1963 |
| Record de chaleur (°C) date du record | 19,1 10.01.15    | 23,1 25.02.21  | 27,7 31.03.21  | 32 15.04.1949 | 40 29.05.1947   | 41 12.06.1947  | 43,5 30.07.1947 | 43 02.08.1947 | 36 14.09.1947  | 31,6 02.10.23   | 23,3 06.11.15   | 19,9 31.12.22    | 43,5 1947  |
| Précipitations (mm)                   | 48,3             | 37,9           | 46,9           | 62,6          | 73,5            | 73,6           | 77,1            | 71            | 68,2           | 89,9            | 88,4            | 53,5             | 790,9      |

## Urbanisme

### Typologie
Au 1er janvier 2024, Villefranche-sur-Saône est catégorisée centre urbain intermédiaire, selon la nouvelle grille communale de densité à sept niveaux définie par l'Insee en 2022.
Elle appartient à l'unité urbaine de Lyon, une agglomération inter-départementale regroupant 123  communes, dont elle est une commune de la banlieue,,. Par ailleurs la commune fait partie de l'aire d'attraction de Lyon, dont elle est une commune de la couronne,. Cette aire, qui regroupe 397 communes, est catégorisée dans les aires de 700 000 habitants ou plus (hors Paris),.

### Occupation des sols
L'occupation des sols de la commune, telle qu'elle ressort de la base de données européenne d’occupation biophysique des sols Corine Land Cover (CLC), est marquée par l'importance des territoires artificialisés (84,3 % en 2018), en augmentation par rapport à 1990 (82 %). La répartition détaillée en 2018 est la suivante : 
zones urbanisées (45,9 %), zones industrielles ou commerciales et réseaux de communication (38,4 %), eaux continentales (8,7 %), zones agricoles hétérogènes (4,7 %), terres arables (2,3 %). L'évolution de l’occupation des sols de la commune et de ses infrastructures peut être observée sur les différentes représentations cartographiques du territoire : la carte de Cassini (XVIIIe siècle), la carte d'état-major (1820-1866) et les cartes ou photos aériennes de l'IGN pour la période actuelle (1950 à aujourd'hui).

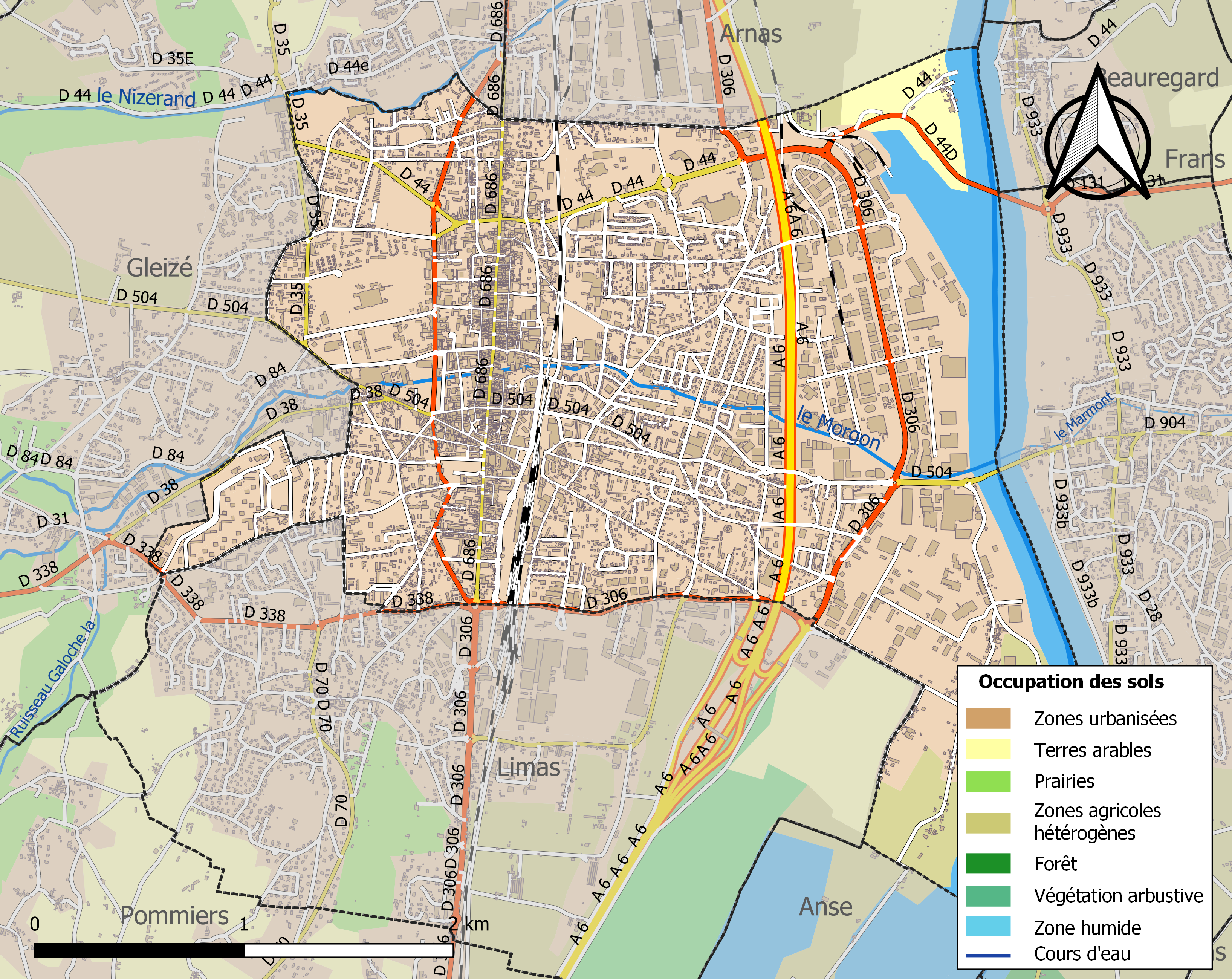
Carte des infrastructures et de l'occupation des sols de la commune en 2018 (CLC).

### Quartiers de la ville

#### Centre-ville

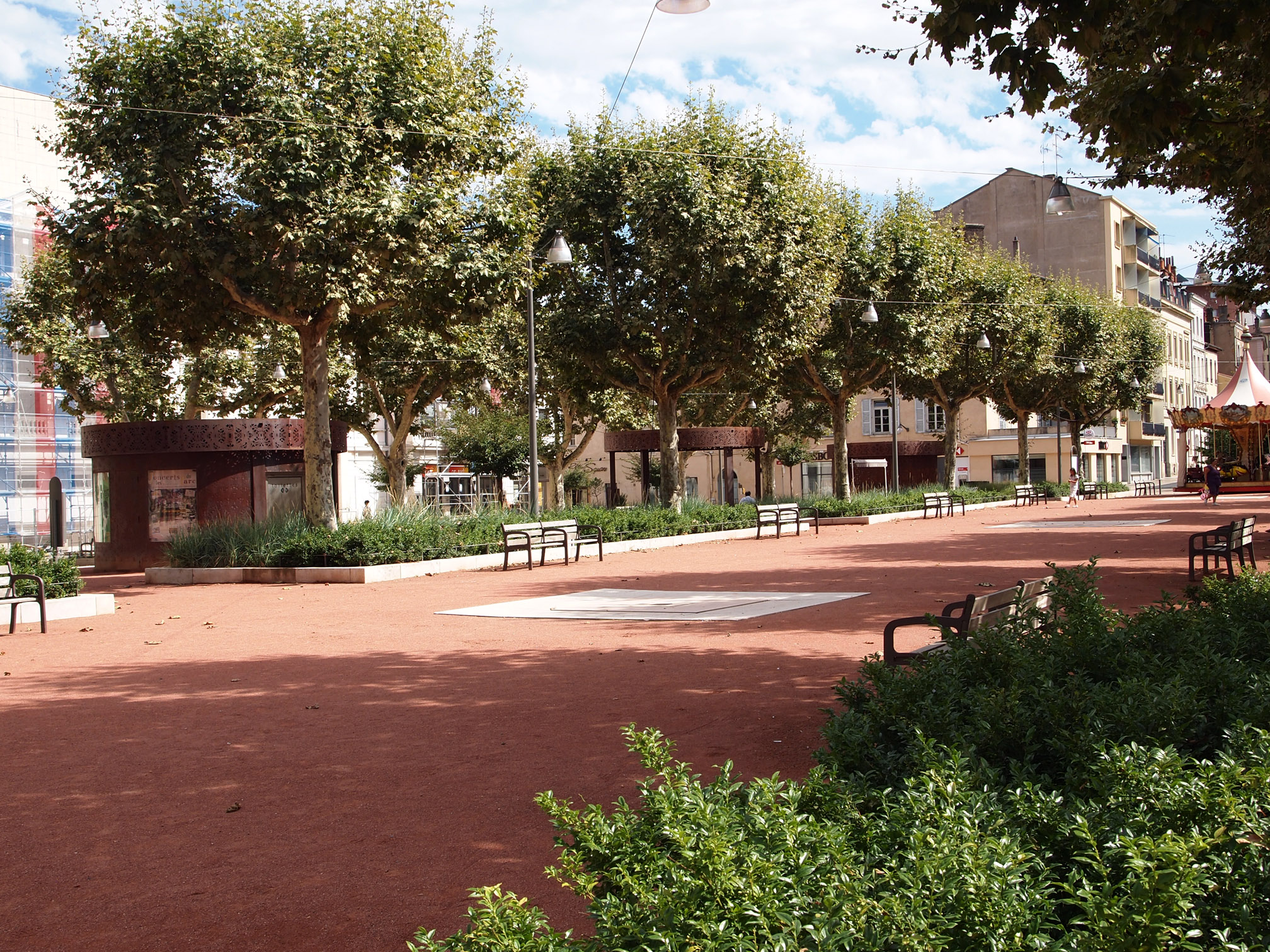
La place des Arts.

Le centre-ville de Villefranche est condensé dans les anciens remparts de la ville. Son centre névralgique est la rue Nationale où de nombreux commerces sont installés. On y trouve de nombreuses institutions comme le palais de justice, l'hôtel de ville ou encore la sous-préfecture, et des bâtiments culturels comme l'office du tourisme, l'espace des vins du Beaujolais ou le théâtre sur la place des Arts. Le marché couvert est également situé à proximité.
Dans cette zone, le stationnement est réglementé. Le stationnement longue durée est interdit.

#### La rue Nationale

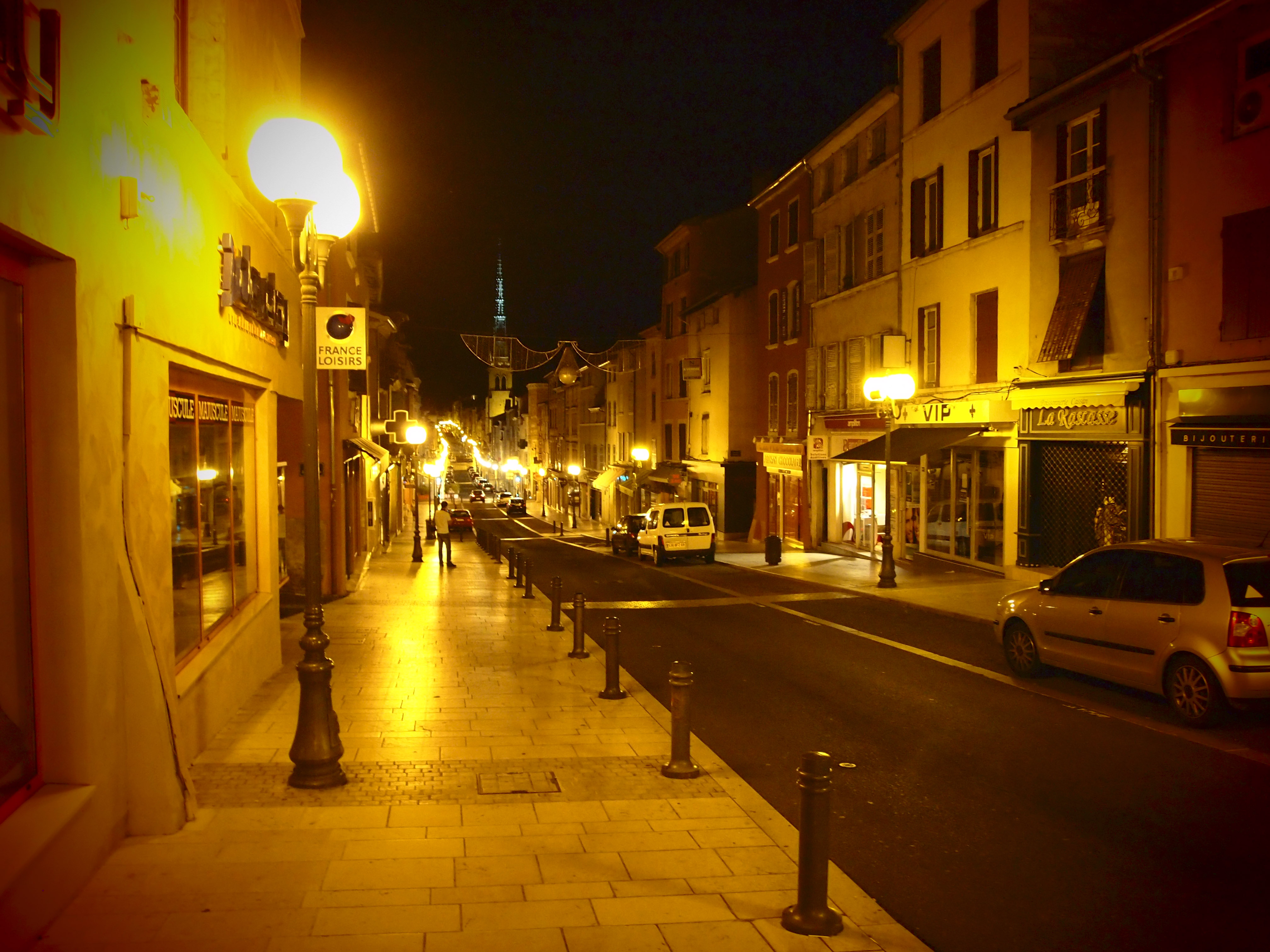
Le sud de la rue Nationale la nuit.

Principal poumon commerçant et emblème du centre ville, la rue Nationale, d'une longueur d'environ 1 500 mètres, est l'une des rues les plus anciennes de Villefranche. Autrefois en double sens elle est aujourd'hui en sens unique (sud/nord).
Il a été plusieurs fois envisagé qu'elle devienne pleinement piétonne, mais face au refus des commerçants elle ne l'est que pour certaines occasions (Nuit de l’Été, grande braderie de Villefranche, Fête de la musique, "Vague des Conscrits").

#### Nord de Villefranche
Le nord de Villefranche, commençant par le quartier de la "Porte de Belleville", est constitué d'anciens villages.
Y sont situés, dans le quartier du Garet, le centre commercial "Le Domaine Caladois" (autour d'une enseigne de grande distribution) ainsi que de nombreuses enseignes plus modestes.
Le principal centre de loisirs aquatiques de la ville, "Le Nautile", s'y trouve également.
Aussi, à l'écart, a été installée la prison.
Une zone industrielle assez dense est installée plus loin, dans la commune d'Arnas.

#### Sud de Villefranche
Le sud de Villefranche, se résumant par un quartier appelé de la "Porte d'Anse" (ancienne porte sud des remparts de la ville, au Moyen-Âge), caractérisée par la "Place du Promenoir" (nom officiel "Place de la Libération"), place historique de Villefranche (depuis longtemps, et jusqu'à aujourd'hui point de départ traditionnel de "La Vague des Conscrits").
Quartier essentiellement résidentiel, très apprécié des lyonnais (belle proportion des habitants du quartier), il est assez hétérogène : habitations (du type pavillonnaire au collectif) traditionnelles et modernes, commerces sur la Rue d'Anse, et petites entreprises (anciennes et nouvelles) y sont installés.
Deux écoles (Premier Cycle Jean Monnet et Collège Jean Moulin), la caserne des sapeurs-pompiers de Villefranche-sur-Saône - SDMIS (service départemental métropolitain d'incendie et de secours) du Rhône.
Côté Culturel et Patrimonial, citons  le Théâtre Pêle-Mêle (seul autre théâtre sur la ville que le Théâtre de Villefranche), quartier rejoignant le Parc Vermorel à l'Ouest, dit "Les Roches", entourant la Maison Vermorel ; aussi, gardant quelques "traces" historiques des Ateliers Vermorel, caractéristiques du patrimoine industriel et viticole de la ville.
On y retrouve aussi, aujourd'hui, un patrimoine archéologique, datant de la période précédant la fondation de la "Ville Franchisée", avant donc 1140 ! …
Côté sportif, le "Club-House" du Vélo-Club Villefranche-Beaujolais.
De la "Porte d'Anse", au nord du quartier et précédant la Rue Nat', il s'étend à l'est jusqu'à la gare de Villefranche, à l'ouest donc vers le Parc Vermorel et au sud jusqu'aux ronds-points de Limas.

#### Ouest de Villefranche
L'Ouest de Villefranche, est plutôt résidentiel.
On y trouve le parc Vermorel (dit "Les Roches") au sud-est, puis la partie résidentielle des "Nouvelles Roches" sur sa partie nord.
Il précède le quartier de Belleroche à l'extrême ouest de la ville, entre Limas au sud et Gleizé au nord, qui connaît aujourd'hui une belle transformation, grâce à un programme de rénovation avec un soutien de niveau national. C'est un quartier prioritaire comptant près de 4 500 habitants en 2020.
Sur la partie nord-ouest, le parc de Haute-Claire est limitrophe de la commune de Gleizé.

#### Est de Villefranche

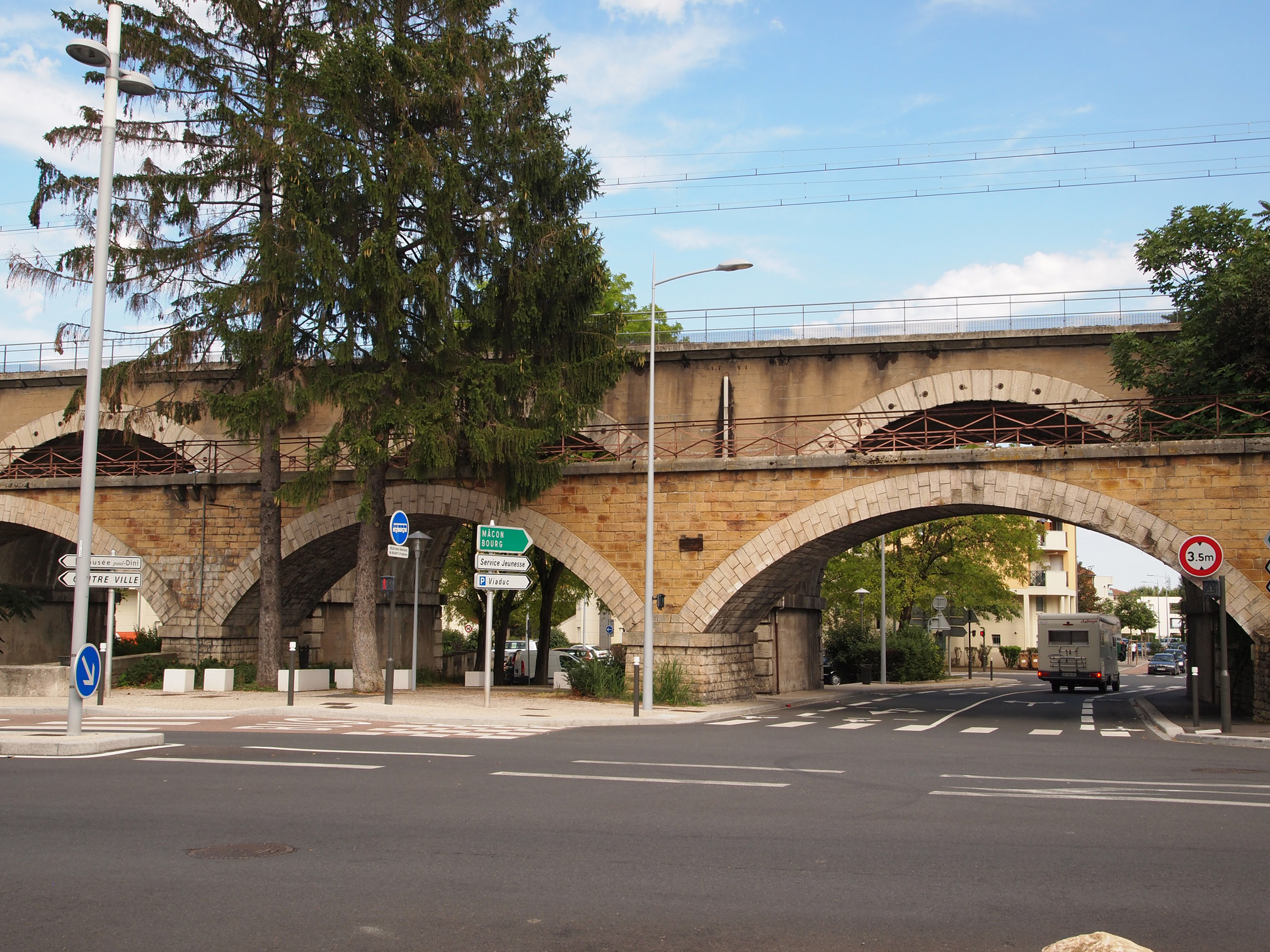
Les viaducs.

Juste derrière le viaduc ferroviaire  (photo), se trouve le tout nouveau Ecoquartier de La Quarantaine.
Ensuite s'y trouvent les quartiers Troussier (essentiellement résidentiel social), la Sauvagére (Pôle de petits commerces) de l'autre côté de l'autoroute, avant l'Avenue de l'Europe.
C'est dans le quartier Troussier qu'a été décidé l'établissement du nouveau Commissariat de Police de Villefranche, se rapprochant ainsi des prisons et, en même temps, accompagnant un quartier résidentiel  à vocation sociale dans son évolution, après sa toute récente rénovation.
Béligny, autre ancienne commune, a été réunie en 1853, à Villefranche-sur-Saône. Situé au sud du quartier Troussier et du Morgon (rivière traversant la ville, d'ouest en est, pour se jeter dans la Saône), il s'agit aujourd'hui d'un quartier essentiellement résidentiel social, classé prioritaire avec 3 427 habitants en 2020.
L'Est de Villefranche possède une zone commerciale articulée autour de l'avenue de l'Europe. La Saône coulant à l'est de Villefranche, un port, ainsi que le ParcExpo de Villefranche, y sont installés.

### Habitat et logement
En 2019, le nombre total de logements dans la commune était de 19 196, alors qu'il était de 18 477 en 2014 et de 17 072 en 2009.
Parmi ces logements, 88,2 % étaient des résidences principales, 1,4 % des résidences secondaires et 10,4 % des logements vacants. Ces logements étaient pour 13,9 % d'entre eux des maisons individuelles et pour 84,7 % des appartements.
Le tableau ci-dessous présente la typologie des logements à Villefranche-sur-Saône en 2019 en comparaison avec celle du Rhône et de la France entière. Une caractéristique marquante du parc de logements est ainsi une proportion de résidences secondaires et logements occasionnels (1,4 %) inférieure à celle du département (3,1 %) mais supérieure à celle de la France entière (9,7 %). Concernant le statut d'occupation de ces logements, 35,4 % des habitants de la commune sont propriétaires de leur logement (32,3 % en 2014), contre 48,4 % pour le Rhône et 57,5 pour la France entière.
| Typologie                                               | Villefranche-sur-Saône | Rhône | France entière |
| ------------------------------------------------------- | ---------------------- | ----- | -------------- |
| Résidences principales (en %)                           | 88,2                   | 89,5  | 82,1           |
| Résidences secondaires et logements occasionnels (en %) | 1,4                    | 3,1   | 9,7            |
| Logements vacants (en %)                                | 10,4                   | 7,4   | 8,2            |

### Transports et déplacements
La ville dispose d'un pôle multimodal où se situent la gare SNCF et la gare routière.

#### Chemin de fer
La gare SNCF de Villefranche-sur-Saône a été mise en service le 10 juillet 1854.

#### Autocars
Le réseau de transports urbains de la Communauté d'agglomération Villefranche-Beaujolais-Saône, dénommé Libellule, est exploité par CarPostal Villefranche-sur-Saône pour le compte du SYTRAL et remplace l'ancien réseau STAV depuis le 23 août 2010. Il dessert 5 des 21 communes de la Communauté d'agglomération Villefranche-Beaujolais-Saône à l'aide de cinq lignes régulières, quatre lignes scolaires, deux lignes matin et soir et un service de transport à la demande[réf. nécessaire].

#### Aviation
L’aérodrome de Villefranche - Tarare est situé dans la commune de Frontenas et dépend de la Chambre de commerce et d'industrie de Villefranche et du Beaujolais.

#### Transport fluvial
Un port de commerce, géré par la chambre de commerce et d'industrie de Villefranche, est installé non loin de l'avenue de l'Europe.

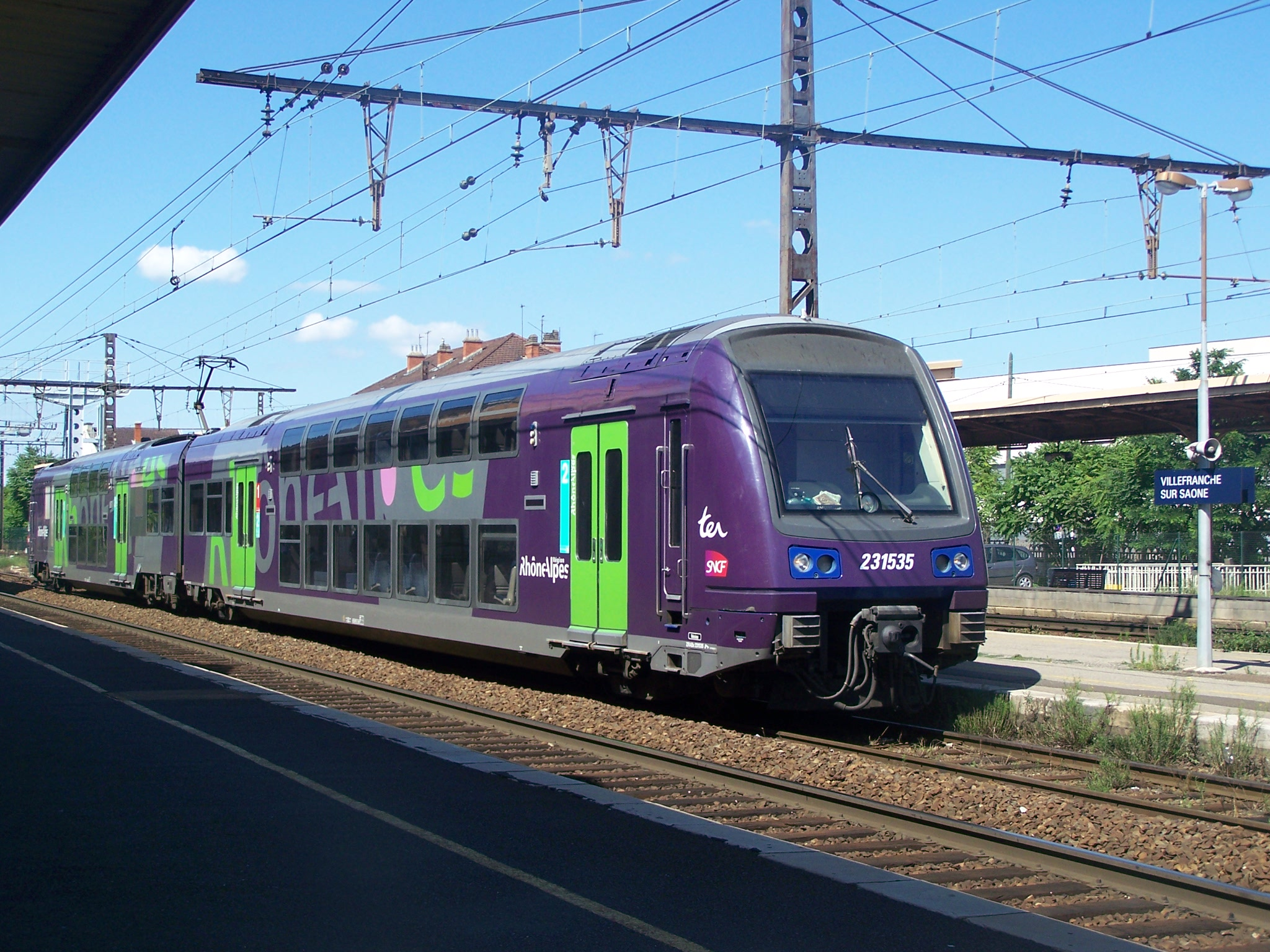
TER Rhône-Alpes en gare de Villefranche-sur-Saône.
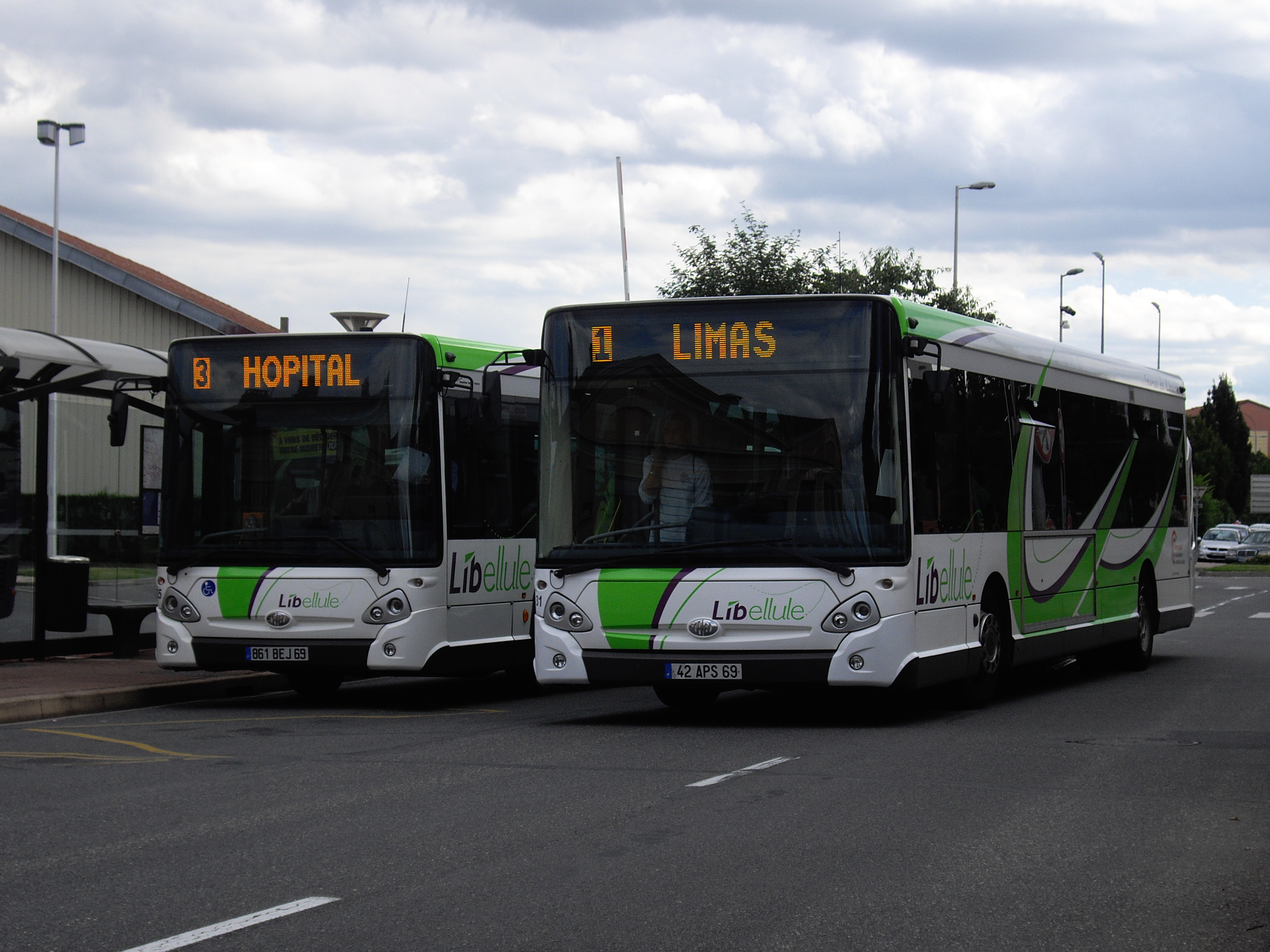
Bus Libellule à la gare routière de Villefranche-sur-Saône.

## Toponymie
Au cours de la Révolution française, la commune porte provisoirement les noms de Commune-Franche et de Ville-Libre-sur-Saône.
Les habitants sont appelés caladois. L'origine de cette appellation vient des calades qui désignent le pavage de dalles plates que l'on retrouve devant l'église Notre-Dame-des-Marais.

## Histoire

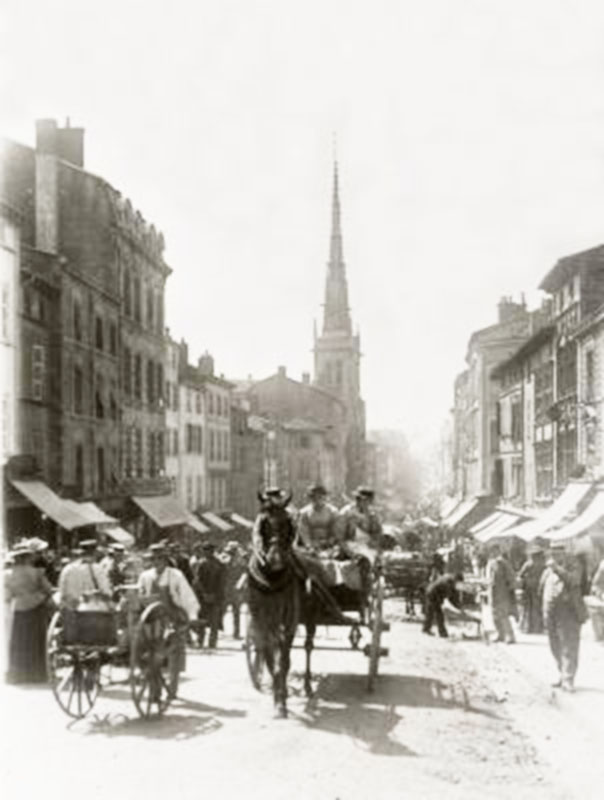
La rue Nationale au XIXe siècle.

### Moyen Âge: Une créationex nihilo
Les sires de Beaujeu désireux de se protéger des archevêques de Lyon décident de créer une ville autour de Limas en 1140, face à la forteresse ennemie d'Anse.
Guichard IV de Beaujeu, sire de Beaujeu, fonde le couvent des Cordeliers de Villefranche en 1216, du vivant de saint François.
En 1260, ils accordent une charte de franchise à la ville, dont elle tire son nom, pour inciter des personnes à s'installer.
La vieille ville (qui correspond aujourd'hui à l'hyper-centre) a été agencée sur un schéma évoquant un bateau axé suivant l'actuelle rue Nationale. Cette dernière fait un creux en son milieu où se situe la collégiale Notre-Dame des Marais qui est le cœur de la ville, le "marais" désignant cet hyper-centre où la rivière du Morgon le traverse, d'ouest en est, l'édifice ayant été construit en dessus.
La ville, qui s'est principalement étendue vers l'est et plus légèrement vers l'ouest (un projet de contournement autoroutier y étant en cours aujourd'hui), a été entourée de remparts à partir du début du XIIIe siècle. Ils ont été en majeure partie démolis au début du XIXe siècle.
Au XIVe siècle, la ville fut relativement épargnée par les pillards de la guerre de Cent Ans. Elle fut néanmoins assiégée en 1412 mais aussi en 1411, 1434… au cours de conflits entre les Bourbons et les maisons de Bourgogne et de Savoie (étendus à tout le royaume).
En 2006, des fouilles archéologiques ont permis de découvrir des vestiges de l’église conventuelle des Cordeliers, fondée dans le courant du XIIIe siècle.

### Temps modernes

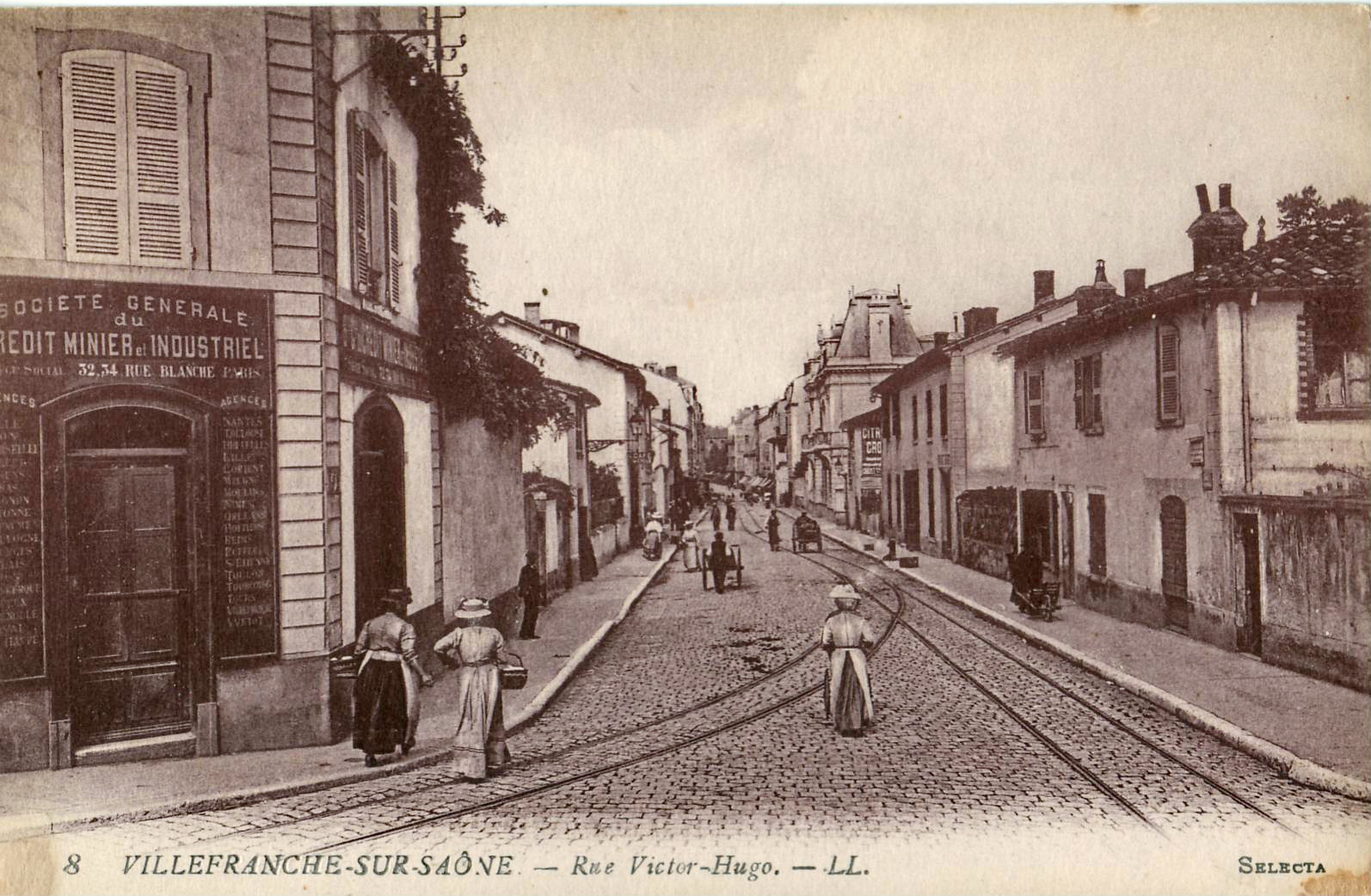
La rue Victor-Hugo au début du XXe siècle.

À partir de 1514, Villefranche-sur-Saône remplace Beaujeu en tant que capitale du Beaujolais. La ville devient également, en 1532, le siège d'un bailliage.

### Époque contemporaine

#### XXesiècle

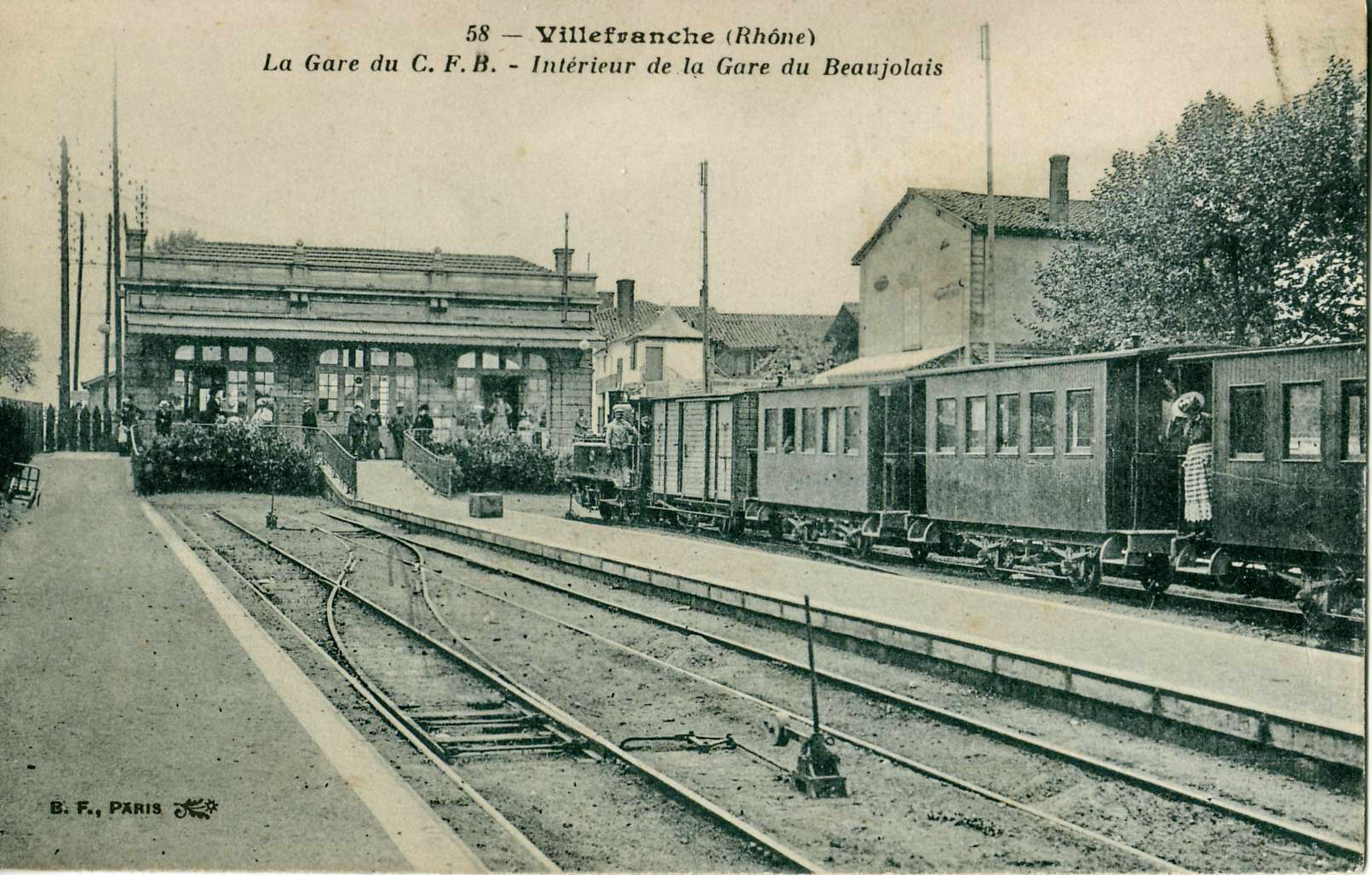
La ville fut desservie, de 1898 à 1934, par le Chemin de fer du Beaujolais, une compagnie de chemin de fer secondaire dont on voit ici la gare à Villefranche.
Ses deux lignes desservaient respectivement Monsols et Tarare.

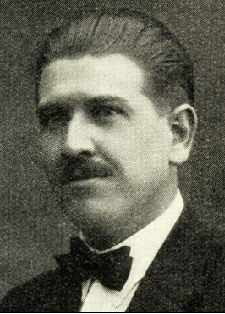
Armand Chouffet, maire emblématique de Villefranche au XXe siècle.

En 1925, le socialiste Armand Chouffet est élu maire de Villefranche. Sous ses mandats, la ville va connaître de profonds changements avec notamment la création du marché couvert, du palais des sports ou encore le réaménagement de certains quartiers.
Le 19 juin 1940, des troupes allemandes entrent dans la ville, mais s'en retirent après l'armistice du 22 juin qui inaugure l'ère de la Collaboration. L'année suivante, le préfet du Rhône révoque de son mandat le maire Chouffet, qui ne le retrouvera qu'en 1947.
Villefranche est libérée le 3 septembre 1944 par les troupes débarquées en Provence, du capitaine Henri Marie Alexandre Louis Giraud (1910-1970), fils du général Henri Giraud, commandant en chef des forces armées en Afrique du Nord en 1942. Le 3 septembre 2010, le député-maire de Villefranche-sur-Saône, Bernard Perrut et le vice-amiral Hervé Giraud, fils du libérateur de Villefranche, ont commémoré cette page d'histoire en inaugurant une plaque à sa mémoire sur la place qui lui est dédiée.

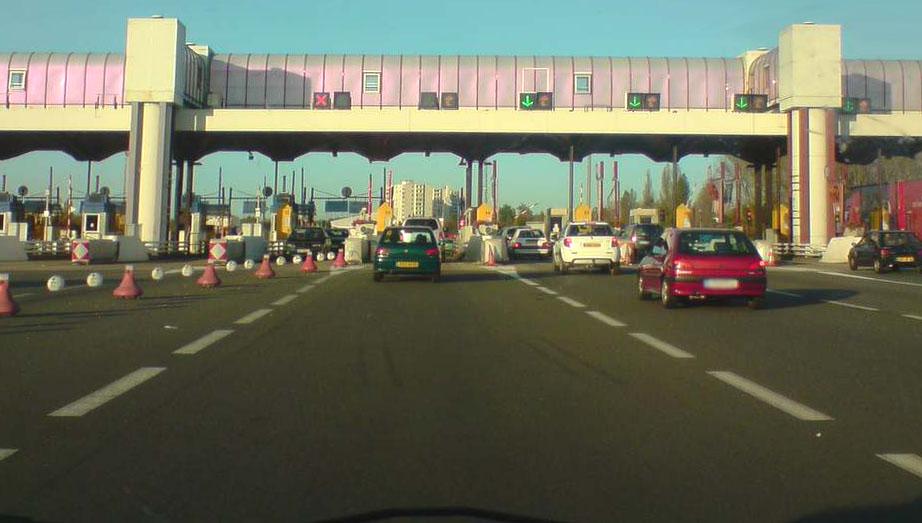
Péage dans le sens Sud-Nord.

Depuis 1964, le péage autoroutier de l'A6, situé dans la commune de Limas, est l'un des plus importants péages d'Europe quant à sa  fréquentation.
Pour des raisons d'image économique, la ville de Villefranche a tenté, dans la seconde moitié du XXe siècle, de changer son nom en Villefranche-en-Beaujolais, dénomination d'ailleurs utilisée de facto par l'office du tourisme, mais le Conseil d'État n'a pas donné suite à ces demandes, et avec les campagnes anti-alcooliques (le tourisme étant essentiellement orienté vers la viticulture, avant le classement à l'Unesco du "GéoParc"), la municipalité y a renoncé.

#### XXIesiècle
À partir des années 2000, la ville essaye de s'affirmer comme un contrepoids à l'hégémonie de Lyon dans le département du Rhône.
La Métropole de Lyon étant une collectivité territoriale à statut particulier cumulant les fonctions de département et d'intercommunalité, Villefranche-sur-Saône est depuis 2016 le chef-lieu de l'unique arrondissement du département du Rhône subsistant.
Désormais, aussi, siège de la nouvelle agglomération Communauté d'agglomération Villefranche Beaujolais Saône, qui a remplacé l'ancienne Cavil et ses 4 communes, de nombreux projets sont en cours, comme l'aménagement d'un Écoquartier "de la Quarantaine", accueillant un multiplexe de cinéma ou encore, le GéoParc du Beaujolais étant classé par L'UNESCO, renommer la ville en Villefranche-en-Beaujolais.

## Politique et administration

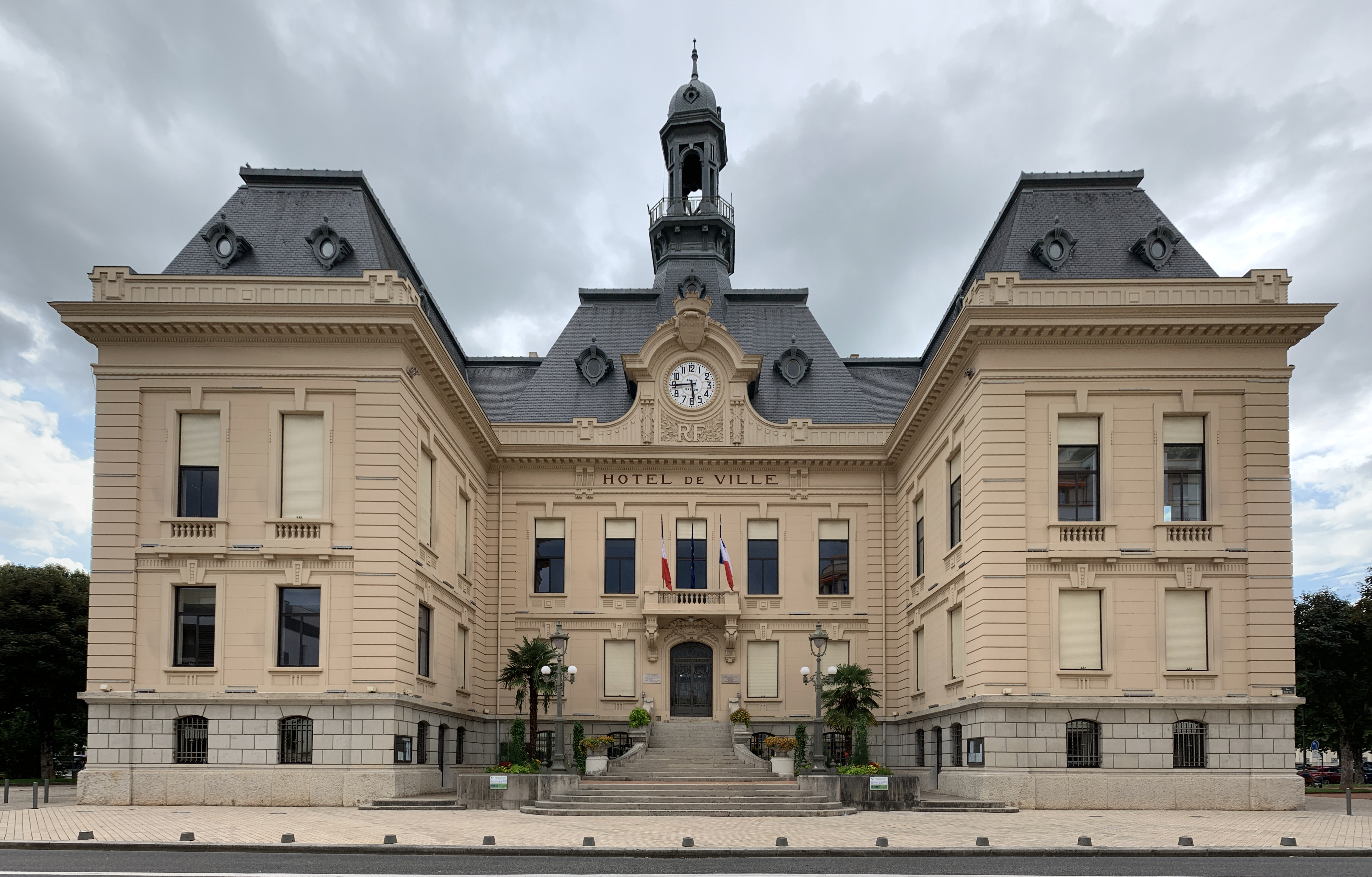
Hôtel de ville.

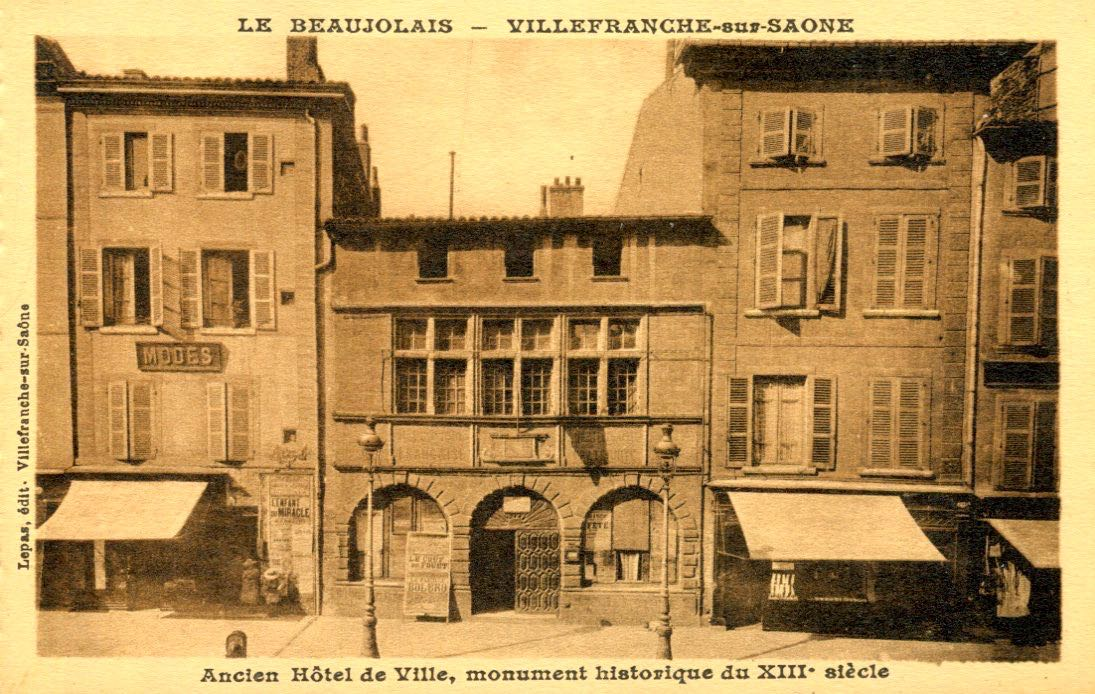
L'ancien Hôtel de ville, monument du XIIIè siècle

### Rattachements administratifs et électoraux
La ville est le chef-lieu de l'arrondissement de Villefranche-sur-Saône du département du  Rhône. Pour l'élection des députés, elle fait partie depuis 1988 de la neuvième circonscription du Rhône.
Le 1er janvier 2015, la création de la métropole de Lyon, collectivité territoriale à statut particulier désormais distincte du département du Rhône, fait que l'arrondissement de Villefranche-sur-Saône est désormais le seul du département, et incite la municipalité à réclamer le transfert du chef-lieu départemental à Villefranche, en accord avec le vœu formulé à l'unanimité le 20 novembre 2015 par le Conseil départemental.
Cette décision ne sera prise par décret qu'après un avis favorable du Conseil d'État qui a été saisi par le ministre de l'Intérieur Bernard Cazeneuve en juin 2016. Cependant, au cas où ce transfert serait décidé, rien n'oblige le Conseil départemental à tenir ses séances à Villefranche, d'autant que dans le cadre d'un contexte de restrictions budgétaires, l'engagement financier de la collectivité pour la construction d'un nouvel hôtel du département dans la ville ne semble pas à l'ordre du jour.
La ville était depuis 1793 le chef-lieu du canton de Villefranche-sur-Saône. Dans le cadre du redécoupage cantonal de 2014 en France, ce canton, dont elle est la  seule commune et le bureau centralisateur, n'a pas été modifié.
La commune est située dans le ressort du Tribunal de commerce de Villefranche-Tarare.

### Intercommunalité
Villefranche était le siège de la communauté d'agglomération de Villefranche-sur-Saône (la CAVIL) créée en 2002 par transformation en communauté de communes du District (intercommunalité) qui regroupait alors les 4 communes de d'Arnas, de Gleizé, Limas et Villefranche-sur-Saône. Cette intercommunalité prend le statut de communauté d'agglomération en 2006.
Dans le cadre de la réforme des collectivités territoriales françaises et de la mise en œuvre schéma départemental de coopération intercommunale adopté fin 2011 par le préfet du Rhône, la CAVIL fusionne avec ses voisines pour former le 1er janvier 2014 la communauté d'agglomération Villefranche Beaujolais Saône (Nom usuel : Agglo Villefranche Beaujolais), dont Villefranche-sur-Saône est désormais le siège.

### Tendances politiques et résultats
Lors du second tour des élections municipales de 2020 dans le Rhône, la liste UMP-UDI menée par le maire sortant Bernard Perrut remporte la majorité des suffrages exprimés, avec 3 926 voix, 39,72 %, 28 conseillers municipaux élus dont 17 communautaires), devançant largement les listes menées respectivement par : 

-  Pascal Ronziere 	(DVD, 3 085 voix, 	31,21 %, 6 conseillers municipaux dont 4 communautaires) ;

- Florian Oriol 	(FN, 1 388 voix, 14,04 %, 2 conseillers municipaux élus dont 1 communautaire) ;

-  Danielle Lebail (PCF-PS-EELV, 1 484 voix, 15,01 %, 3 conseillers municipaux élus dont 1 communautaire).

Lors de ce scrutin, 47,10 % des électeurs se sont abstenus.
Lors du premier tour des élections municipales de 2020 dans le Rhône, la liste DVD menée par le maire sortant Thomas Ravier — qui avait succédé en 2017 à  Bernard Perrut, élu député — obtient la majorité absolue des suffrages exprimés, avec 3 484 voix (66,50 %, 33 conseillers municipaux élus dont 23 communautaires), devançant très largement les listes menées respectivement par : 

- Danielle Lebail  (PS-PCF-LFI-G.s-PRG, 1 024 voix, 19,54 %, 4 conseillers municipaux élus dont 2 communautaires) ;

-  Denis Chaumat (LREM, 731 voix, 13,95 %, 2 conseillers municipaux et communautaires élus).

Lors de ce scrutin marqué par la pandémie de Covid-19 en France, 71,21 % des électeurs se sont abstenus.

### Liste des maires
| Période                                  | Période                    | Identité                 | Étiquette   | Qualité |
| ---------------------------------------- | -------------------------- | ------------------------ | ----------- | --- |
| Les données manquantes sont à compléter. |                            |                          |             | |
|                                          | vers 1789                  | Charles Antoine Chasset  |             | Avocat Député aux États généraux de 1789 |
| Les données manquantes sont à compléter. |                            |                          |             | |
| 1822                                     | 1829                       | Nicolas Laurens-Humblot  |             | Député (1834-1842) |
| 1838                                     |                            | Claude Durieu de Vitré   |             | Avocat |
| 1848                                     | 1851                       | Camille Denis            |             | Lieutenant aux dragons du Doubs Chevalier de la Légion d'honneur |
| 1851                                     | 1862                       | Barthélémy Claude Boiron |             | Avoué et juge suppléant Chevalier de la Légion d'honneur |
| Les données manquantes sont à compléter. |                            |                          |             | |
| 1862                                     | 1868                       | Jules Morel              |             | |
| 1887                                     | 1894                       | Clément Delille          |             | |
| Les données manquantes sont à compléter. |                            |                          |             | |
| 1896                                     | 1900                       | Antonin Lassalle         | Républicain | Docteur en médecine Conseiller général de Villefranche-sur-Saône (1889 → 1906) |
| 1900                                     | 1907                       | Étienne Bernand          | Rad.        | Conseiller général de Villefranche-sur-Saône (1906 → 1907) |
| Les données manquantes sont à compléter. |                            |                          |             | |
| 1919                                     | 1925                       | Abel Besançon            | Rad.        | Conseiller général de Villefranche-sur-Saône (1919 → 1925) |
| 1925                                     | 1941                       | Armand Chouffet          | SFIO        | Avocat Député du Rhône (1928 → 1942) |
| 1941                                     | 1944                       | Ernest Planche           |             | |
| 1944                                     | 1945                       | Jean Cottinet            |             | |
| 1945                                     | octobre 1947               | Claude Bourricaud        |             | |
| octobre 1947                             | octobre 1958               | Armand Chouffet          | SFIO        | Avocat Député du Rhône (1928 → 1942) Décédé en fonction |
| 1958                                     | mars 1959                  | Édouard Mury             |             | |
| mars 1959                                | mars 1977                  | Charles Germain          | CD          | Électricien Député du Rhône (10e circ) (1962 → 1967) Conseiller général de Villefranche-sur-Saône (1951 → 1976) |
| mars 1977                                | mars 1989                  | André Poutissou          | PS          | Directeur adjoint de collège Député du Rhône (10e circ) (1976 → 1978) Conseiller général de Villefranche-sur-Saône (1976 → 1982) |
| mars 1989                                | mars 2008                  | Jean-Jacques Pignard     | UDF         | Professeur agrégé d'histoire Conseiller général de Villefranche-sur-Saône (1994 → 2015) Vice-président du conseil général du Rhône |
| mars 2008                                | juin 2017                  | Bernard Perrut           | UMP → LR    | Avocat Député du Rhône (9e circ) (1997 → ) Démissionnaire à la suite de son élection comme député |
| juillet 2017,                            | En cours (au 8 avril 2025) | Thomas Ravier            | UDI         | Collaborateur de cabinet Conseiller départemental de Villefranche-sur-Saône (2015 → ) Vice-président du conseil départemental du Rhône (2015 → ) Vice-président de la CA Villefranche Beaujolais Saône (2014 → ) Réélu pour le mandat 2020-2026 |

### Distinctions et labels
En 2014, la commune de Villefranche-sur-Saône bénéficie du label « ville fleurie » avec « 3 fleurs » attribuées par le Conseil national des villes et villages fleuris de France au concours des villes et villages fleuris.

### Jumelages

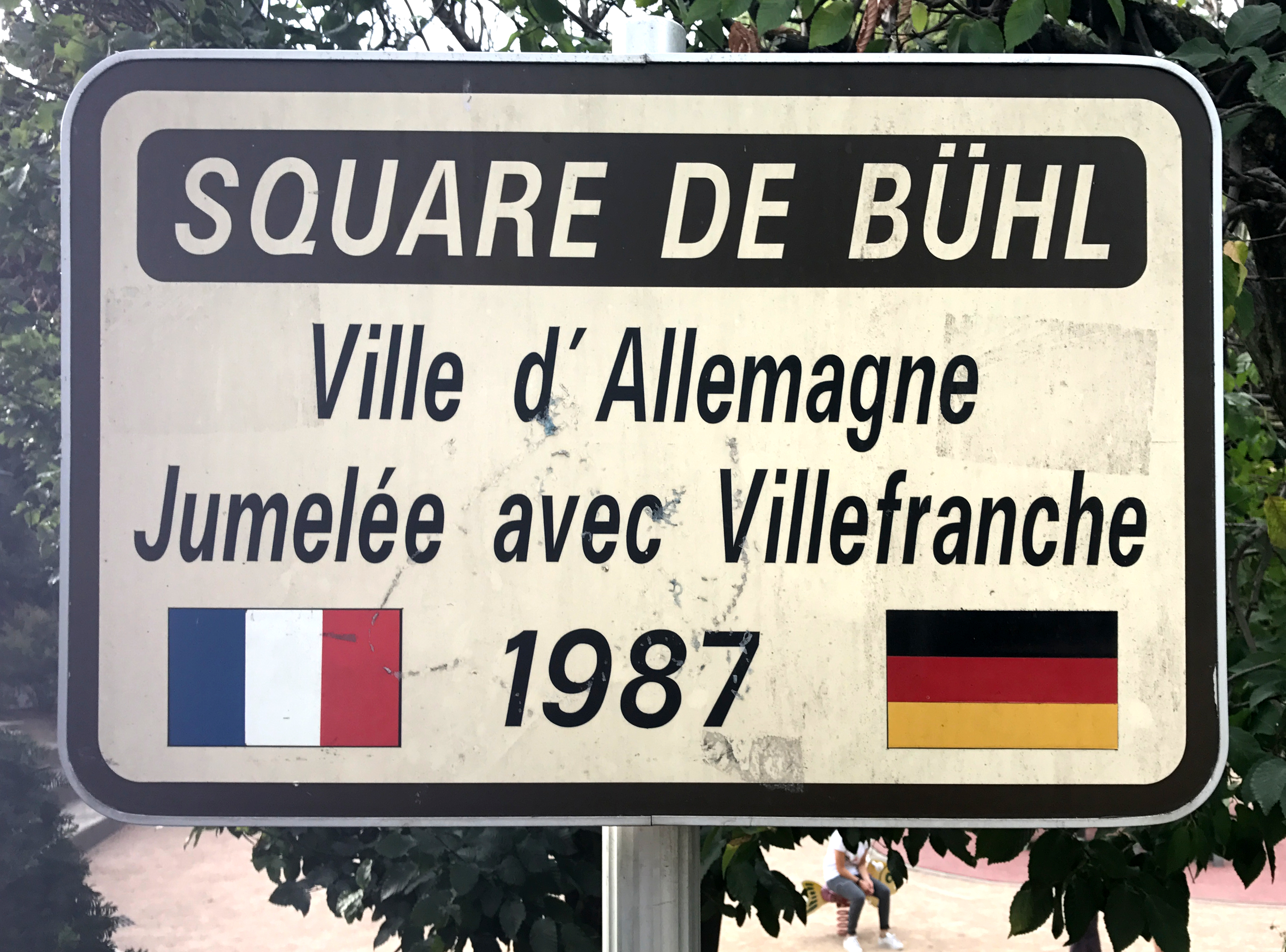
Le panneau du square de Bühl en hommage au jumelage existant depuis 1987.

| Ville | Ville                  | Pays | Pays      | Période              |
| ----- | ---------------------- | ---- | --------- | -------------------- |
|       | Bühl                   |      | Allemagne | depuis 1987          |
|       | Cantù                  |      | Italie    | depuis 2000          |
|       | Călărași               |      | Moldavie  | depuis novembre 1996 |
|       | Kandi                  |      | Bénin     | depuis 2001          |
|       | Schkeuditz             |      | Allemagne | depuis 1998          |
|       | Sétif                  |      | Algérie   |                      |
|       | Vilafranca del Penedès |      | Espagne   |                      |

## Population et société

### Gentilé
Les habitants de Villefranche sont appelés caladois, provenant de calade dont l'origine se dispute entre un terme moyenâgeux , emprunté à l’italien calata (descendre), désignant une pente sur laquelle les chevaux vont au petit galop, et le mot utilisé dans le Beaujolais pour les dalles, généralement en calcaire, pavant les rues, ces deux versions n'étant pas incompatibles, les rues pentues de la cité étant généralement couvertes de galets ou de pierre calcaire provenant du Rhône.

### Démographie
L'évolution du nombre d'habitants est connue à travers les recensements de la population effectués dans la commune depuis 1793. Pour les communes de plus de 10 000 habitants les recensements ont lieu chaque année à la suite d'une enquête par sondage auprès d'un échantillon d'adresses représentant 8 % de leurs logements, contrairement aux autres communes qui ont un recensement réel tous les cinq ans,.

En 2022, la commune comptait 36 224 habitants, en évolution de −2,8 % par rapport à 2016 (Rhône : +3,93 %, France hors Mayotte : +2,11 %).
| 1793  | 1800  | 1806  | 1821  | 1831  | 1836  | 1841  | 1846  | 1851  |
| ----- | ----- | ----- | ----- | ----- | ----- | ----- | ----- | ----- |
| 4 706 | 4 374 | 5 095 | 5 250 | 6 460 | 7 533 | 6 848 | 7 064 | 7 769 |

| 1856   | 1861   | 1866   | 1872   | 1876   | 1881   | 1886   | 1891   | 1896   |
| ------ | ------ | ------ | ------ | ------ | ------ | ------ | ------ | ------ |
| 11 686 | 11 650 | 12 469 | 12 170 | 12 485 | 13 074 | 12 518 | 12 928 | 13 627 |

| 1901   | 1906   | 1911   | 1921   | 1926   | 1931   | 1936   | 1946   | 1954   |
| ------ | ------ | ------ | ------ | ------ | ------ | ------ | ------ | ------ |
| 14 793 | 16 031 | 16 388 | 16 588 | 17 339 | 18 188 | 18 871 | 20 017 | 21 703 |

| 1962   | 1968   | 1975   | 1982   | 1990   | 1999   | 2006   | 2011   | 2016   |
| ------ | ------ | ------ | ------ | ------ | ------ | ------ | ------ | ------ |
| 24 516 | 26 338 | 30 341 | 28 881 | 29 542 | 30 647 | 34 188 | 35 640 | 37 266 |

| 2021   | 2022   | - | - | - | - | - | - | - |
| ------ | ------ | - | - | - | - | - | - | - |
| 35 913 | 36 224 | - | - | - | - | - | - | - |

### Enseignement
La ville dispose[Quand ?] de neuf écoles maternelles et sept écoles primaires. À celles-ci s'ajoutent les cinq écoles maternelles et les six écoles élémentaires de la CAVBS. Quatre écoles privées sont aussi implantées à Villefranche.

#### Collèges
- Collège Faubert
- Collège Jean-Moulin
- Collège Maurice-Utrillo (dans la commune de Limas)
- Collège Notre-Dame-de-Mongré (privé)
- Collège Claude-Bernard

#### Lycées
- Lycée Louis-Armand
- Lycée Claude-Bernard
- Lycée Notre-Dame de Mongré (privé)
- Lycée Notre-Dame (privé)

Villefranche abrite aussi une des écoles privées Pigier, un institut de formation en soins infirmiers (IFSI) (dans la commune de Gleizé) et un CFA, l'ARFA, dans la commune de Limas.

#### Enseignement supérieur
Par ailleurs, la ville comprend des formations post-bac : plusieurs BTS et classes préparatoires.

### Culture

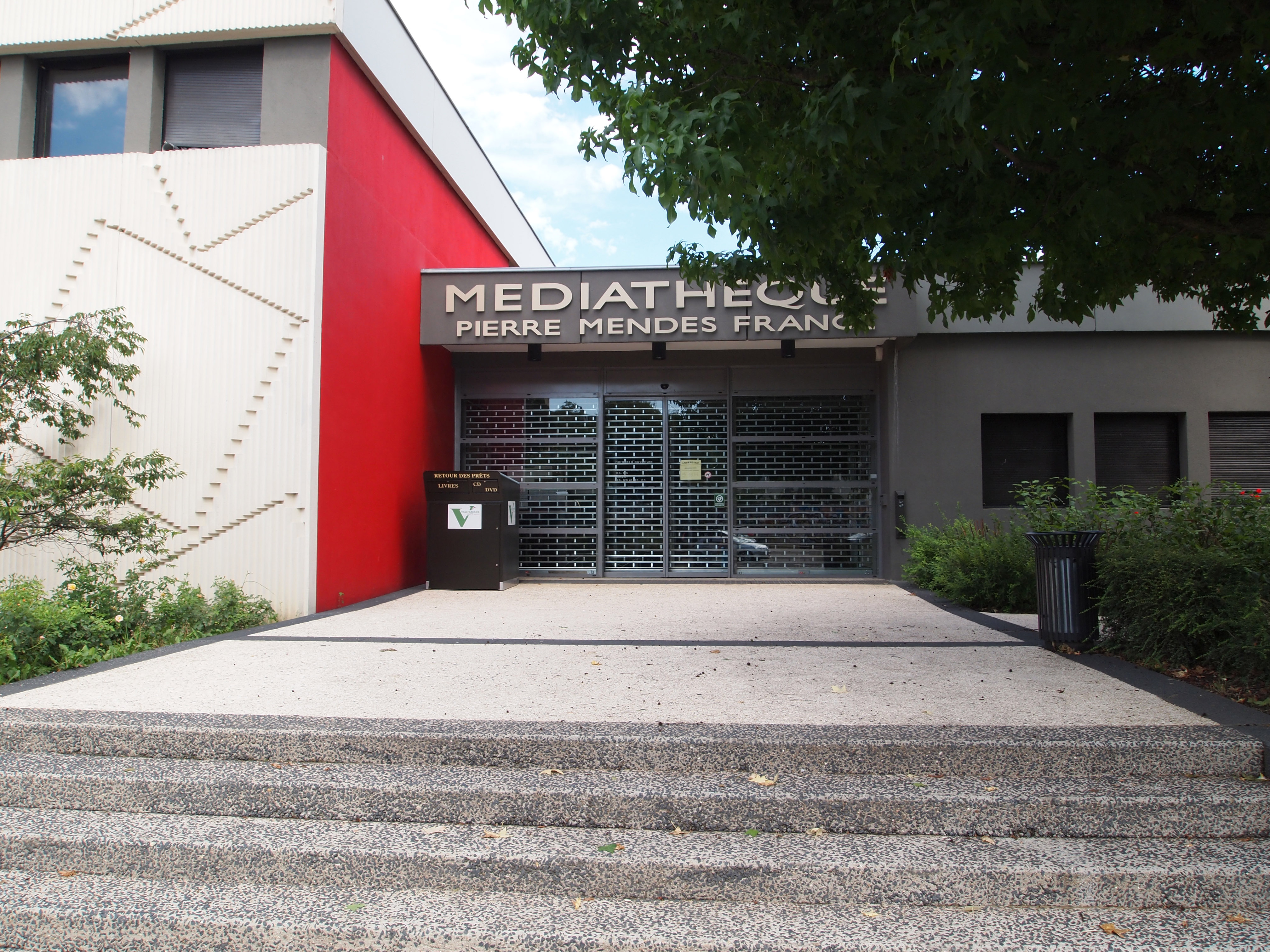
Médiathèque Pierre-Mendès-France.

La ville dispose de deux théâtres : théâtre de Villefranche et théâtre Pêle-Mêle, ainsi que de deux cinémas (les 400 coups et le Mutiplexe CGR)
Par ailleurs, un auditorium, géré par la CAVIL est aussi implanté à Villefranche.
La médiathèque Pierre-Mendès-France offre l'accès à des collections encyclopédiques de lecture publique mais également à des fonds patrimoniaux anciens ou locaux.
Plusieurs musées sont installés en ville dont le musée des conscrits et le musée Paul-Dini.

## Santé
La ville dispose[Quand ?] d'un hôpital et d'une polyclinique bien que tous deux non situés sur Villefranche mais dans son agglomération ;
- le centre hospitalier de Villefranche-sur-Saône (dans la commune de Gleizé),
- la polyclinique du Beaujolais (dans la commune d'Arnas).

Villefranche est aussi équipée d'une maison médicale de garde.
Maisons de retraite
- Résidence Albert-Dubure,
- Résidence Les Magnolias,
- Résidence Le Cep (dans la commune de Gleizé),
- Résidence du Château du Loup (dans la commune d' Arnas),
- Résidence Joseph-Forest,
- Résidence Ma Calade,
- Résidence Montaigu,
- Résidence Pierre-de-Beaujeu.

### Sports

#### Football
Le FC Villefranche-Beaujolais créé en 1927

#### Rugby à XV
Le CS Villefranche-sur-Saône Beaujolais créé en 1908 qui fut :
- Champion de France de 2e division en 1932 ;
- Vice-champion de France Honneur en 1951 ;
- Champion de France Excellence B[46] en 1976 ;
- Vice-champion de France de Fédérale 3 en 2000 ;
- Vice-champion de France de Fédérale 2 en 2003 ;
- Champion de France équipes Réserves, à 12, de Fédérale 2 en 2005.

#### Handball
Le HBC Villefranche-en-Beaujolais a évolué quelques saisons en première division avant d'être liquidé en 2008. Le Villefranche Handball Beaujolais lui succède alors sans atteindre les divisions professionnelles.

### Manifestations culturelles et festivités
- La fête des conscrits se déroule chaque année, le dernier dimanche de janvier. Seuls les hommes peuvent défiler, mais les femmes reçoivent le bouquet de la part des conscrits le samedi après-midi.

À l'origine, il s'agit d'une fête liée à la conscription militaire : les jeunes gens appelés en service faisaient la fête avant de partir.
Les festivités commencent le vendredi soir précédent avec la retraite aux flambeaux, un défilé costumé.
Le vendredi après midi, et le samedi matin les conscrits portent cocardes et bouquets dans les maisons de retraite et aux handicapés.
Le samedi, les conscrits rendent visite aux conscrites pour leur remettre leur cocarde.
Le dimanche matin à 11 h, tous les conscrits se lancent dans un grand défilé appelé la Vague, en smoking, gibus à ruban et bouquet de Mimosas, la couleur du ruban indiquant l'âge du conscrit : 20 ans vert, 30 ans jaune, 40 ans orange, 50 ans rouge, 60 ans bleu, 70 ans violet, 80 ans prune et tricolore pour les classes au-dessus. Les conscrits, chaque classe d'âge suivant sa fanfare, défilent en zigzag le long de la rue Nationale.
Les lundi, mardi, chaque classe fait également l'objet de nouveaux banquets, celui du lundi se nomme retinton.
Le lundi soir les 20 ans enterrent leurs classes, et le mardi l'ensemble des conscrits se retrouvent en Mairie, où les 20 ans rendent les clefs de la ville, qui leur avait été confiées par le premier magistrat le vendredi soir lors de la retraite aux flambeaux.
Le mercredi un banquet intergénérationnel réunit tous les conscrits, et le placement aux tables ne tient plus compte de l'appartenance à une classe d'âge, un 20 ans pourra côtoyer un 20, un 60, un 80.
Dès le dimanche suivant, les futurs 20 ans forment leur amicale.
Cette tradition est suivie aussi dans les communes voisines, avec quelques variantes comme la participation des femmes et des enfants au défilé.
- Depuis 2005 a lieu en novembre Nouvelles Voix en Beaujolais, festival de musiques actuelles qui se déroule principalement à Villefranche-sur-Saône pendant cinq jours[47].

### Médias

#### Presse locale
- Le Patriote beaujolais[48], journal hebdomadaire d'information local se situe à Villefranche.
- Le Progrès possède aussi une antenne à Villefranche.

#### Radios locales
Villefranche-sur-Saône est couverte par quelques radios locales et nationales : 
- Chérie Villefranche-Mâcon : antenne locale caladoise de Chérie. Elle émet sur 88.0 FM à Villefranche et sur 99.4 FM à Mâcon.
- RCF Lyon, radio locale chrétienne du Rhône émettant sur 91.7 FM. Il s'agit du programme réalisé depuis le siège social de RCF.
- Tonic Radio est arrivée sur Villefranche en 2011 sur 94.7 FM. Des studios ont été ouverts au 352 rue des Jardiniers pour vendre des espaces publicitaires caladois[49]. Elle diffuse de la musique et les matchs de l'Olympique Lyonnais.
- Radio Calade[50] : radio associative de Villefranche-sur-Saône émettant sur 100.9 FM[51]. Ses studios sont à Gleizé, dans la périphérie ouest de Villefranche. Elle était auparavant logée au 60 rue de Belleville. Son émetteur se trouve sur l'immeuble derrière cette adresse.

Une radio locale a émis dans les années 1980-90 avec un émetteur puissant, invitant des artistes connus comme Claude Nougaro ou Thierry Pastor dans une émission animée par James Darlays. Celle-ci, Challenge FM, fut rachetée totalement par Europe 2. Elle occupait le 90.9 FM, aujourd'hui attribuée à Fun Radio.

#### Liste des radios FM
- 88.0 Chérie Villefranche-Mâcon
- 88.8 France Culture[52]
- 89.4 Virage Radio
- 90.9 Fun Radio
- 91.7 RCF Lyon
- 92.4 France Musique[52]
- 94.7 Tonic Radio
- 95.8 RTL2
- 97.0 Radio Espace
- 97.4 Jazz Radio
- 97.8 Oüi FM
- 99.8 France Inter[52]
- 100.9 Radio Calade[53]
- 102.4 Europe 1
- 103.4 France Info[52]
- 105.2 RTL
- 106.5 Skyrock

#### Radio numérique terrestre
Prochainement[C'est-à-dire ?], quelques stations arriveront en numérique à Villefranche-sur-Saône grâce aux allotissements 2 et 3 de la prochaine bande RNT lyonnaise,.

#### Télévision locale
Les chaînes locales France 3 Rhône-Alpes et TLM émettent sur Villefranche. Le site du Mont-Pilat permet aux caladois de capter toutes les chaînes de la TNT. La chaîne TLM est émise depuis un pylône de l'opérateur TDF situé près de la chapelle Notre-Dame de Buisante à Pommiers, au sud de Villefranche-sur-Saône, depuis le 5 avril 2016.

## Économie

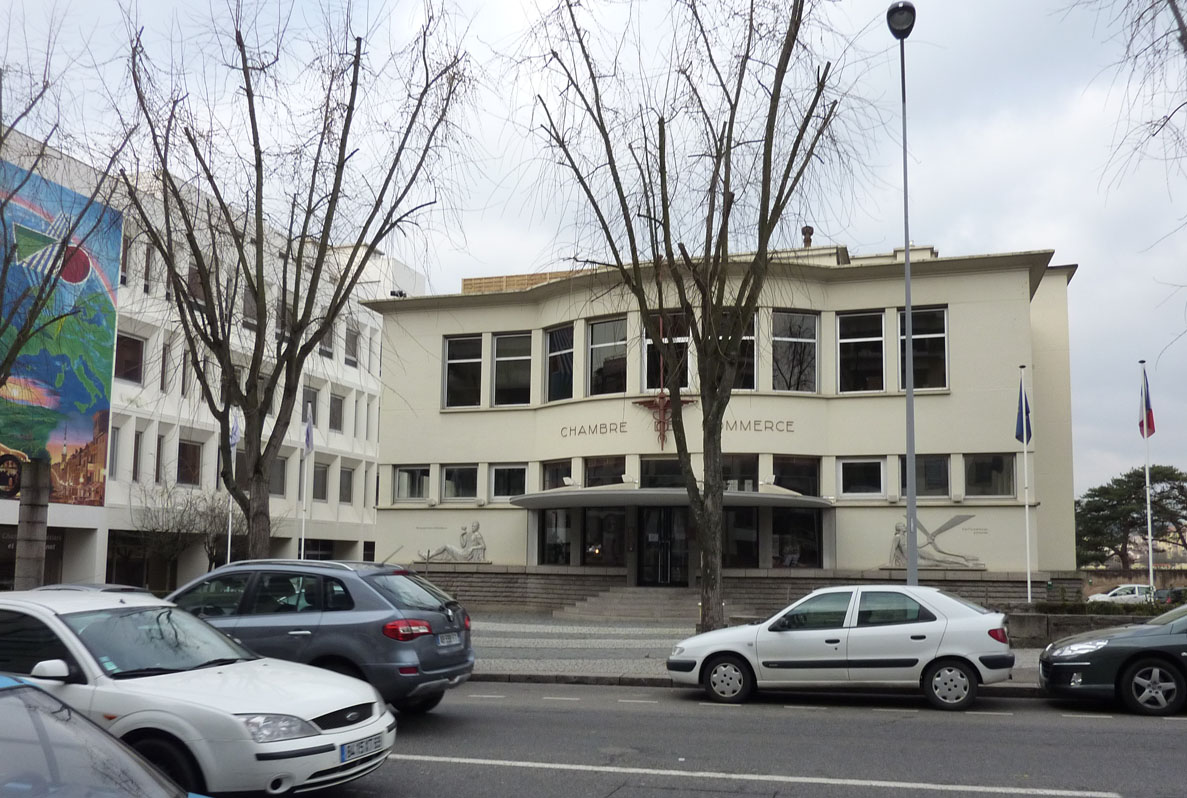
Siège de la Chambre de commerce et d'industrie de Villefranche et du Beaujolais.

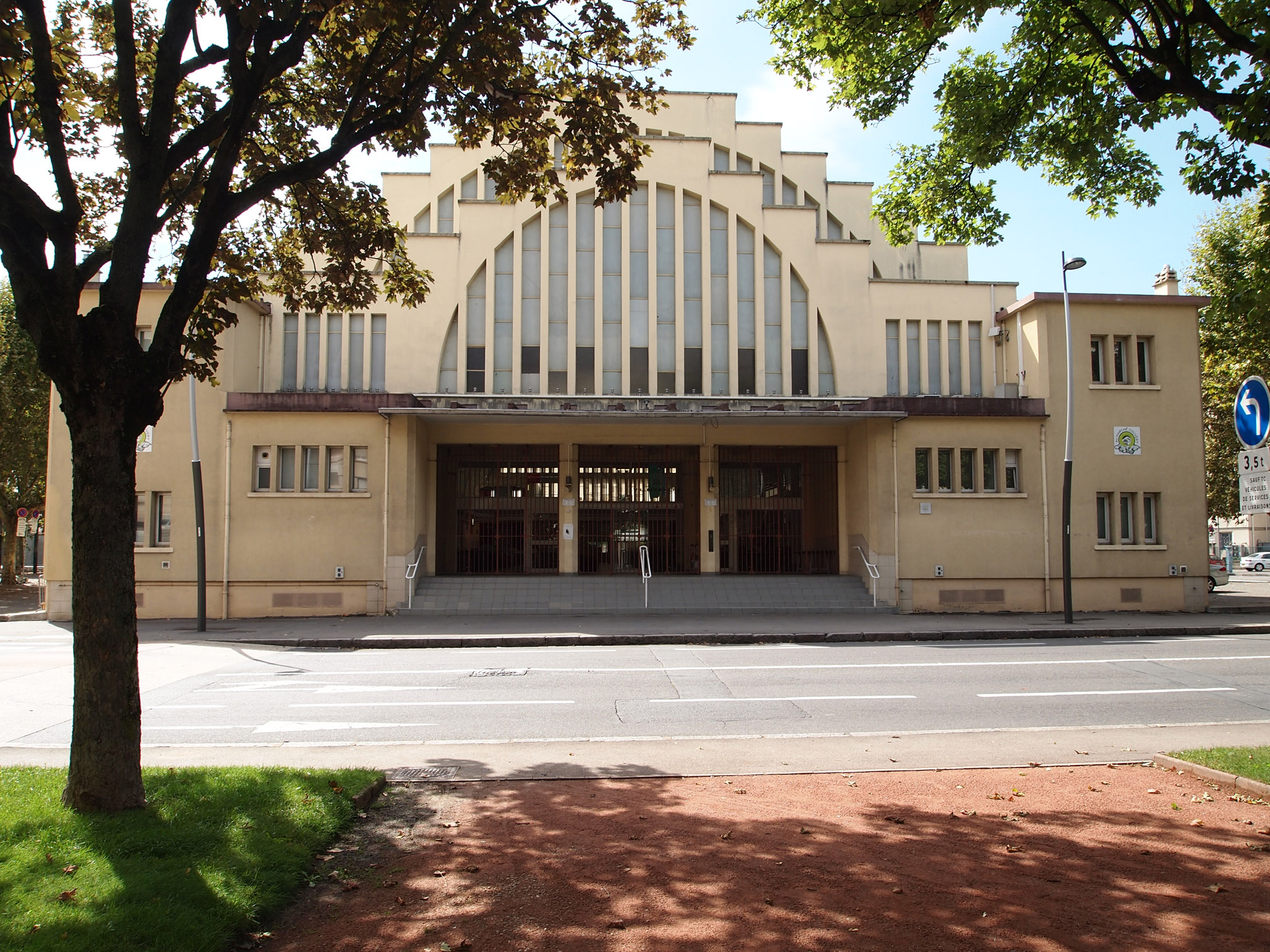
Marché couvert de Villefranche-sur-Saône.

### Généralités

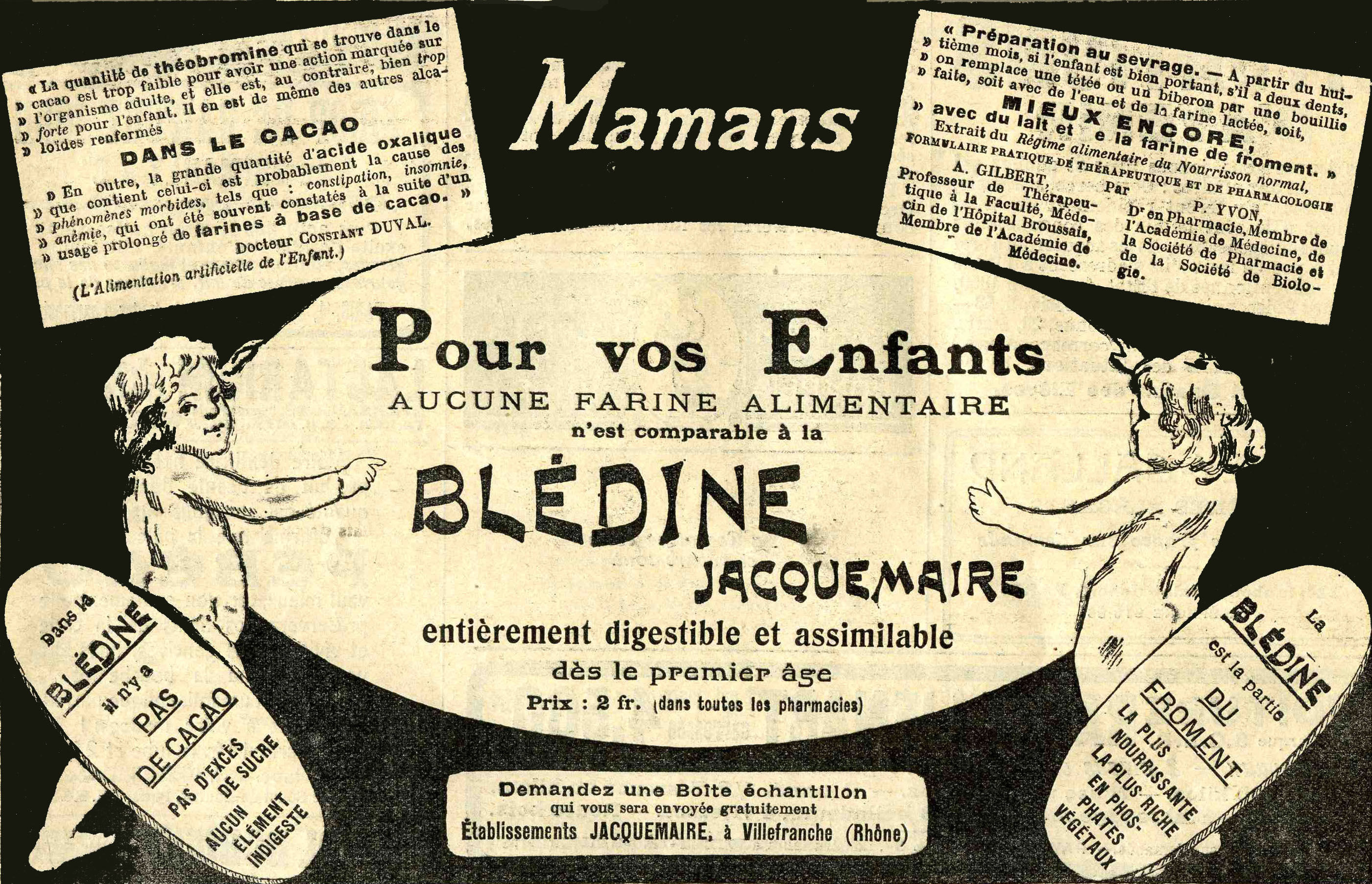
Publicité Blédina (1910).

Villefranche-sur-Saône est le siège de la Chambre de commerce et d'industrie de Villefranche et du Beaujolais.
Par ailleurs la ville abrite un marché couvert depuis sa création par le maire Armand Chouffet. Il est ouvert les matinées des lundis, mercredis, vendredis, samedis et dimanches.
La ville a vu naitre en 1906 la Blédine, préparation nutritive pour bébés, et abrite le siège social de Blédina.

### Revenus de la population et fiscalité
En 2021, le revenu fiscal médian par ménage est de 24 600 €. En 2021, la part des ménages fiscaux imposés est de 57,3 %.

### Emploi
Le taux de chômage, en 2020, pour la commune s'élève à 12 %, un chiffre nettement supérieur à la moyenne du département du Rhône (7 %).

## Culture locale et patrimoine

### Édifices religieux
- Collégiale Notre-Dame-des-Marais, rue Nationale, fait l'objet d'un classement au titre des monuments historiques par la liste de 1840[62]. La façade date du XVIe siècle et le clocher roman du XIIIe siècle ;
- Église Notre-Dame, rue Lamartine de Béligny, (1962, architecte : Maurice Novarina, Labellisé « Patrimoine du XXe siècle ») ;
- Église Saint-Curé-d'Ars, place Laurent Bonnevay au Cité Belleroche ;
- Église Saint-Pierre, rue Caroline Blondeau ;
- Temple Protestant réformé, rue Auguste Aucour, construit en 1902 ;
- Église évangélique baptiste, rue de Nizerand ;
- Église évangélique, route de Riottier ;
- Église évangélique assemblée de dieu, rue des Jardiniers ;
- Salle du royaume, rue Raymond-Billiard ;
- Trois mosquées.

### Lieux et monuments
- Place des Marais.
- Place des Arts et théâtre municipal.
- Place Humbert III de Beaujeu.
- Sculpture gothique située face à la mairie.
- Ancienne abbaye du Joug-Dieu.
- La Maison du Patrimoine incluant un musée des conscrits et de la conscription.
- Le musée Paul-Dini comprend des œuvres d’artistes ayant trait avec la région Auvergne-Rhône-Alpes du XIXe siècle à nos jours.
- La gare de Villefranche-sur-Saône.
- Hôtel de ville (1928), rue de la Paix.
- Marché couvert, boulevard Jean Jaurès (1934, architecte : Albin Decœur, Labellisé « Patrimoine du XXe siècle »).
- Ancien hôpital[63], rue de la Sous-Préfecture, abritant en particulier une chapelle avec un plafond peint du XVIIe siècle.
- L'hôtel de la Caisse d'épargne, rue Boiron, de nos jours converti en logements.

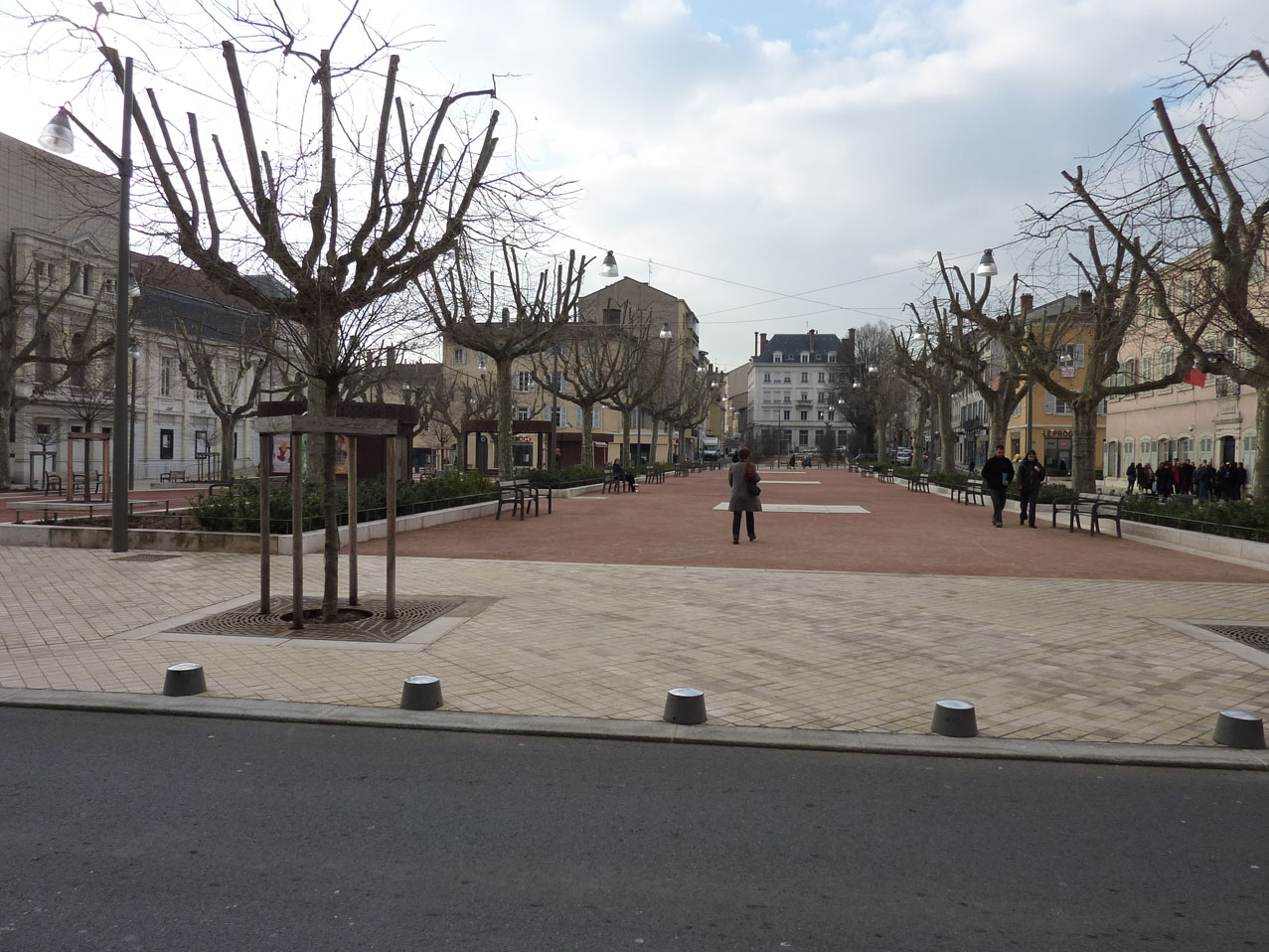
La place des Arts.
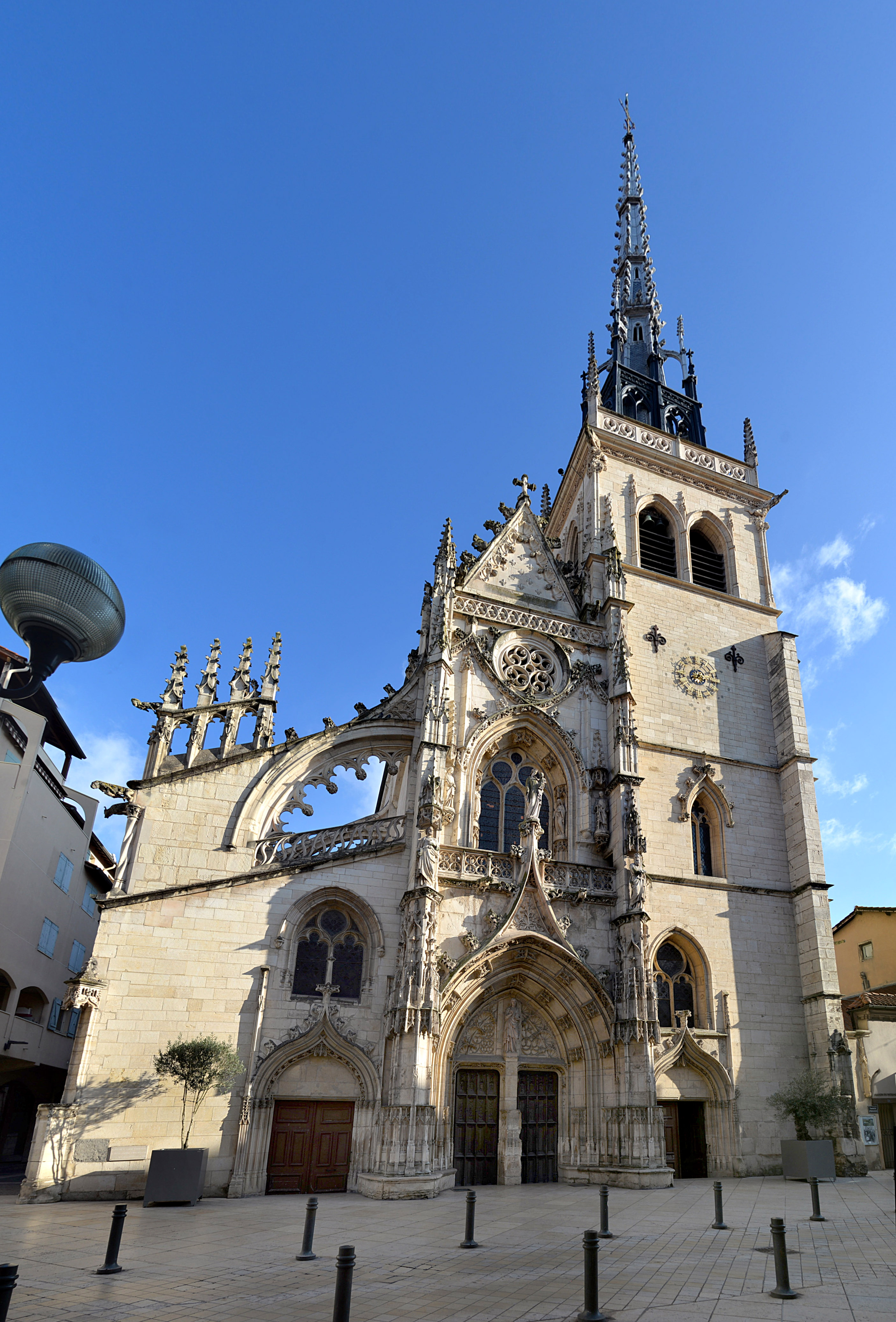
La collégiale Notre-Dame des Marais.
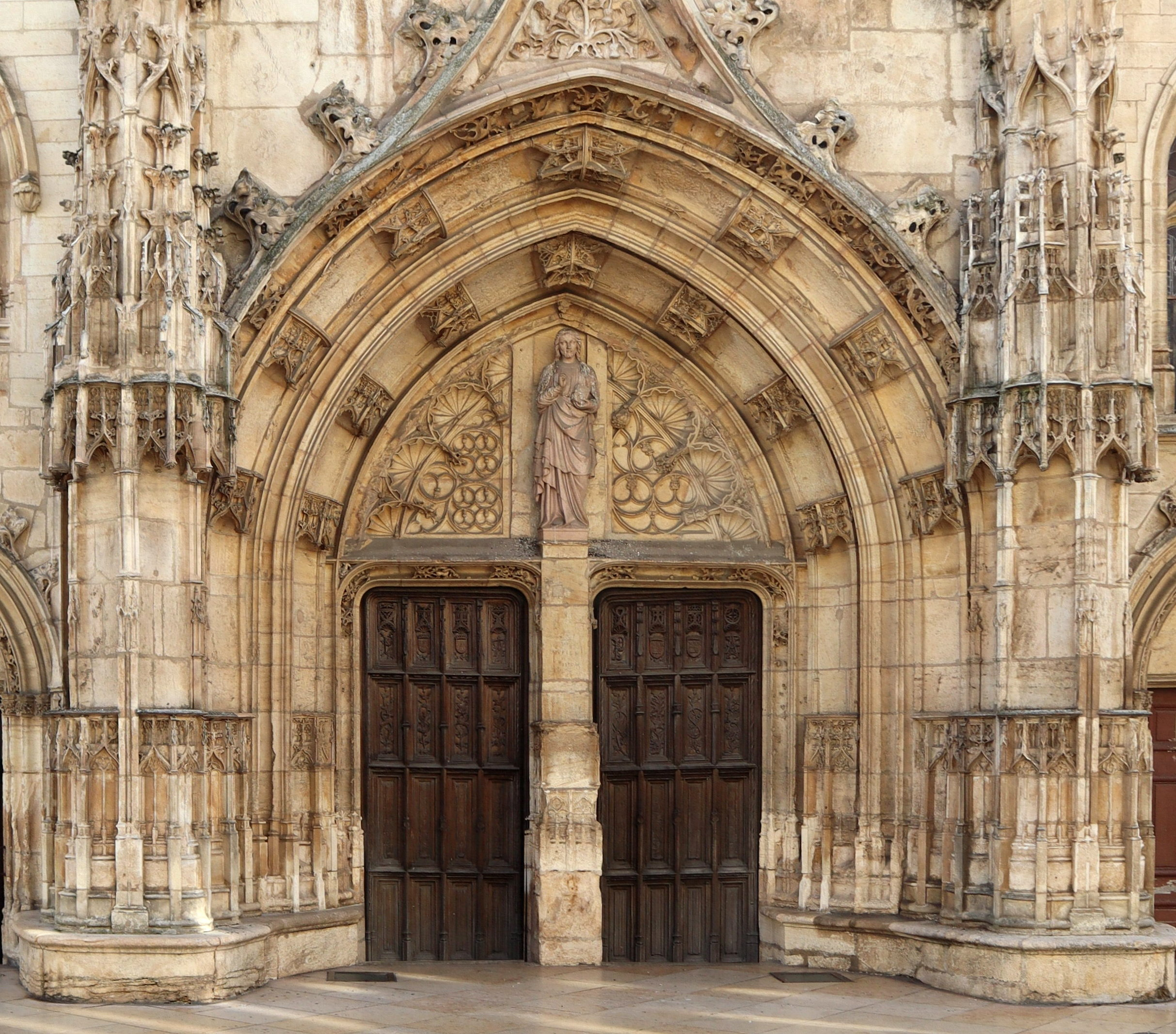
Le portail de la collégiale Notre-Dame des Marais.
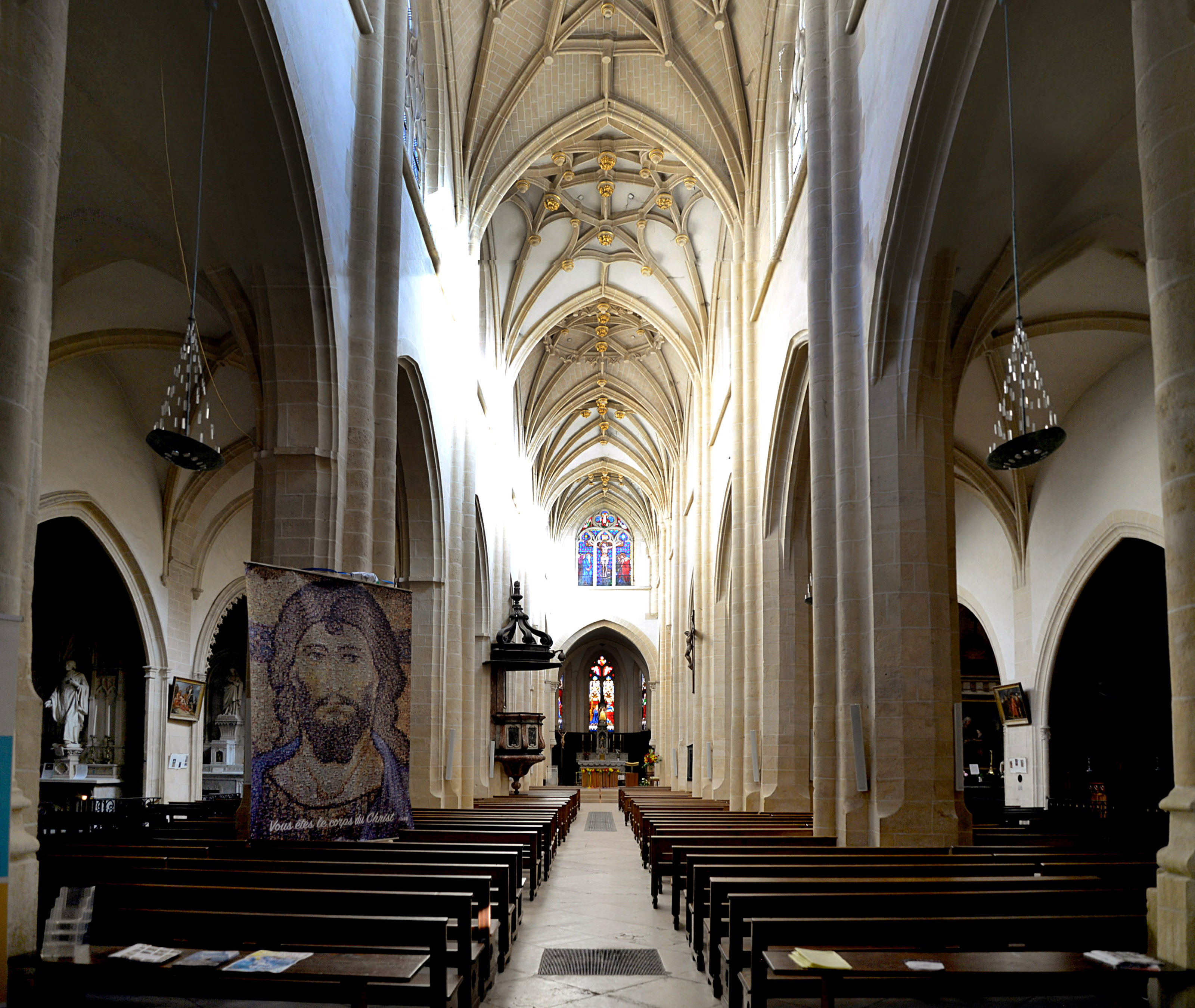
La nef de la collégiale Notre-Dame-des-Marais.
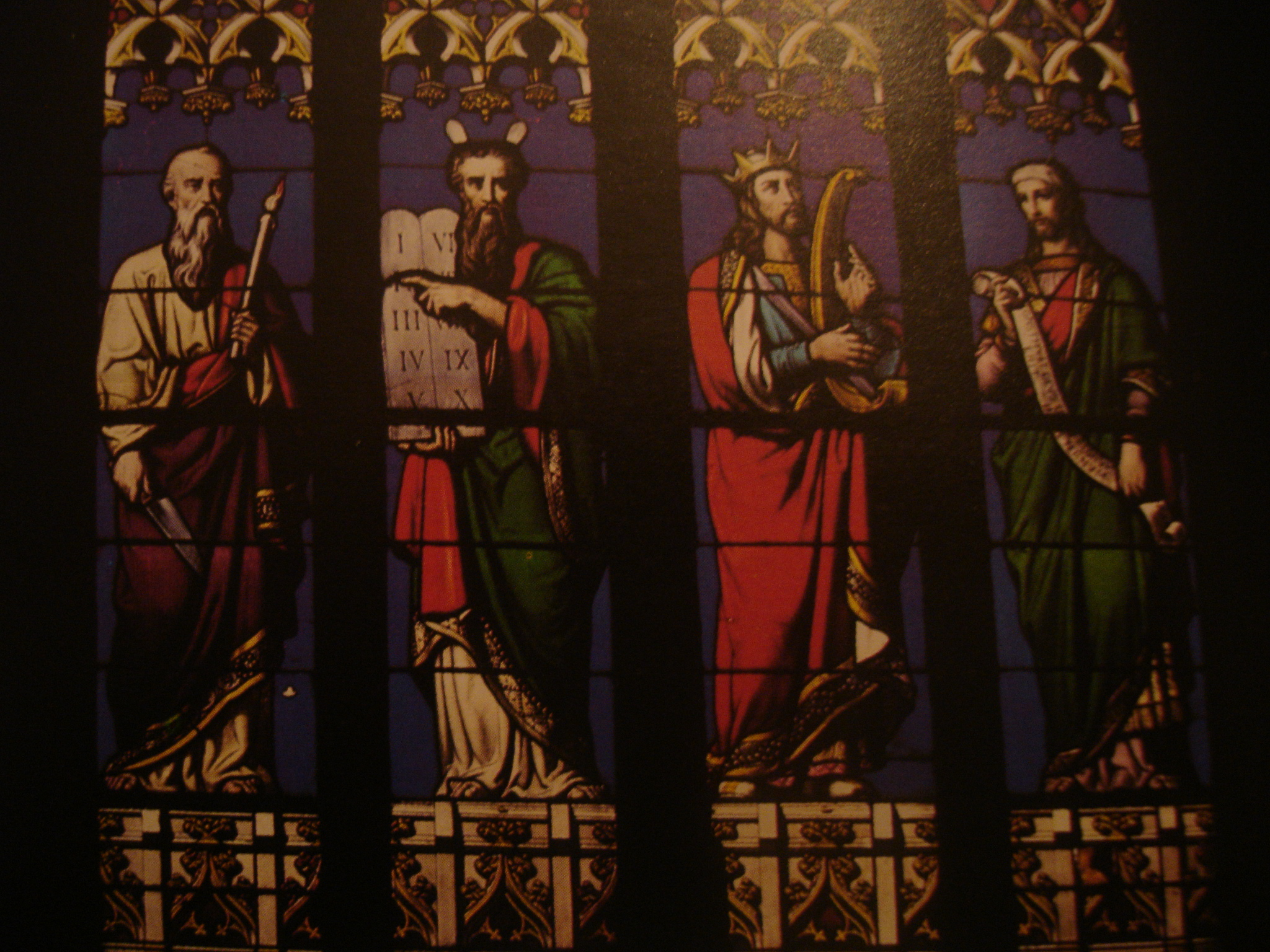
Vitrail dans la collégiale Notre-Dame des Marais.
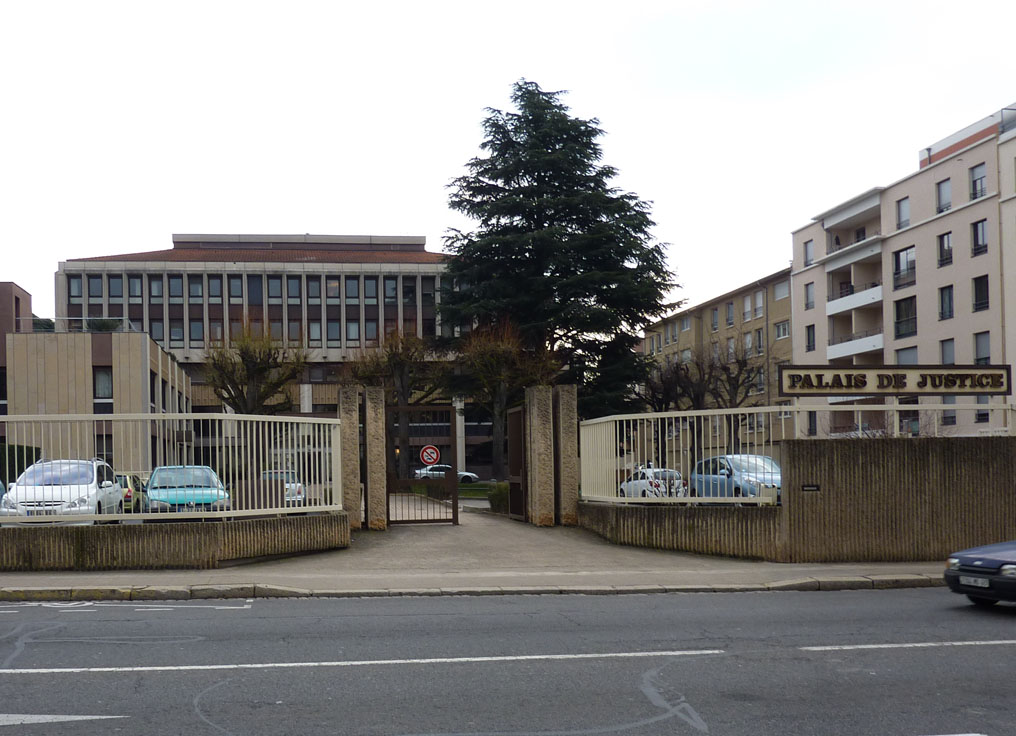
Le palais de justice.
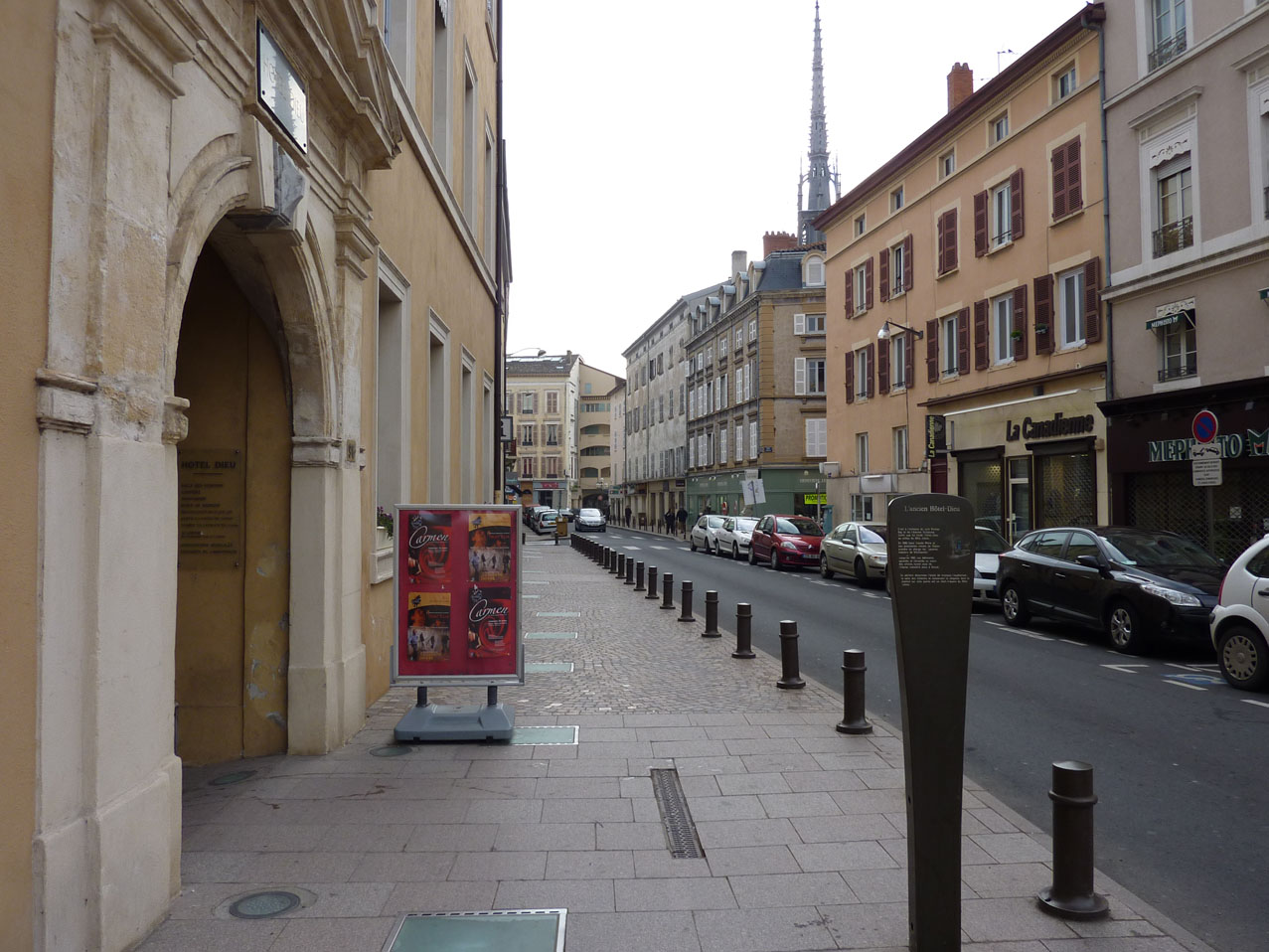
La rue de la Sous-Préfecture.
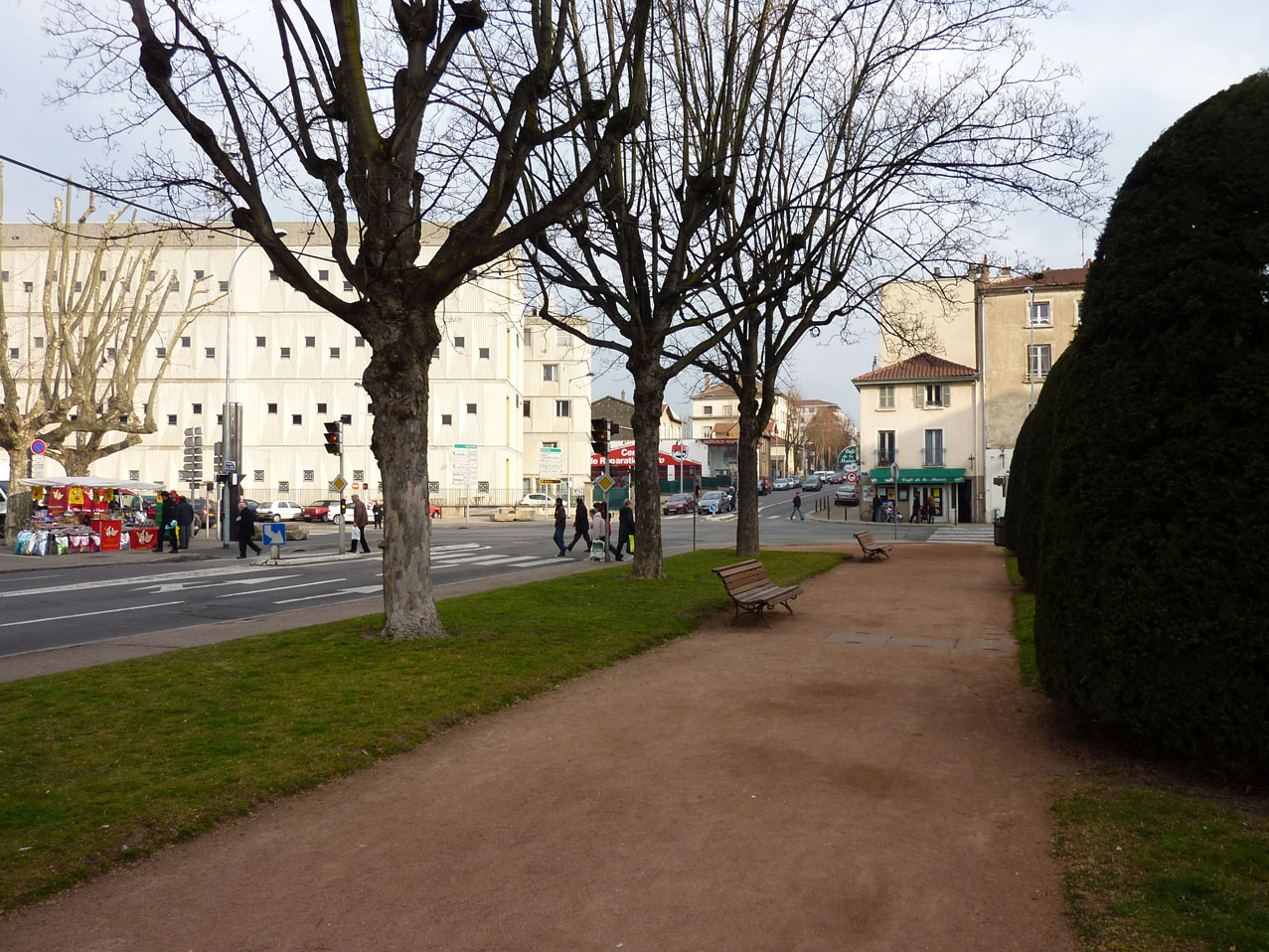
Le boulevard Jean-Jaurès.

### Personnalités liées à la commune

#### Armée
- Théodore Chabert (1758 - 1845), général français de la Révolution et de l'Empire, y est né.
- Paul Sauvage (1897 -1917), benjamin des As français de la Première Guerre mondiale de 1916 à sa mort en 1917. né à Villefranche, il est crédité de 8 victoires aériennes confirmées et 6 non confirmées.
- Pierre Mulsant (-) Agent du SOE pendant la Seconde guerre mondiale.

#### Arts
- Virginie Déjazet (1798 - 1875), actrice française, née d'un père tailleur à Villefranche-sur-Saône.
- Maurice Baquet (1911 - 2005), violoncelliste, acteur, sportif et fantaisiste français.
- Robert Perroud (1920 - 2016), historien de la littérature, traducteur et écrivain français, y est né.
- Noël Deschamps (1942 - ), chanteur yéyé, y est né.
- Bernard Lacombe (1952-2025), footballeur et entraineur français, y est né.
- Dominique de Lacoste (1958 - ), comédienne membre du duo comique Les Vamps, y est née.
- Gaël Morel, né en 1972, acteur, réalisateur et scénariste, y est né[64].
- Benjamin Biolay (1973 - ), auteur-compositeur-interprète, producteur et acteur français, y est né.
- Coralie Clément (1978 - ), chanteuse et sœur de Benjamin Biolay, y est née.
- Annelise Heurtier (1979 -), écrivaine française, auteure d'ouvrages pour la jeunesse, y est née.

#### Divers

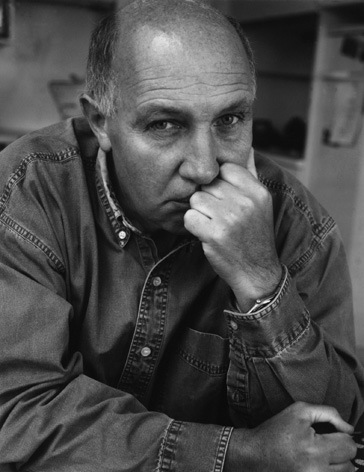
Autoportrait, Raymond Depardon.

- Théodore Braun (1805 - 1887), magistrat français qui fut président du Consistoire supérieur et du Directoire de l'Église de la Confession d'Augsbourg, y serait né. Une avenue de la ville porte son nom.
- Benoît Langénieux (1824 - 1905), ecclésiastique français, archevêque de Reims et cardinal, y est né,
- Jean-François Nicot (1828 - 1903), pédagogue et auteur français, a vécu à Villefranche-sur-Saône où il a été directeur de l'école normale de 1879 à 1880.
- Albert Meyrac (1847 - 1922), fils d'un président du tribunal civil de Villefranche, journaliste et un folkloriste du département des Ardennes.
- Charles Pinet (1867 - 1932), aquafortiste, artiste dessinateur et peintre français. Après sa mort, ses œuvres sont données à la Ville, où une rue porte son nom.
- Antoine de Saint-Exupéry (1900 - 1944), écrivain, poète, aviateur et reporter français, a été élève du collège jésuite Notre-Dame-de-Mongré.
- Paul Dini (1937 - ), collectionneur d'art et un philanthrope, dont les dons ont permis l'ouverture du musée homonyme, le musée Paul-Dini.
- Raymond Depardon (1942 - ), photographe, réalisateur, journaliste et scénariste français, y est né.
- Jean-Jacques Pignard (1947- ), écrivain, dramaturge, historien, président de l'office du tourisme, vice-président du conseil général du Rhône, maire de Villefranche-sur-Saône (3 mandats successifs) et sénateur du Rhône, y est né.
- Nicolas de Tavernost (1950 - ), président de la chaîne M6, y est né.
- Jean-Pierre Bacot (1953 - ), journaliste, communicant et historien français spécialiste des médias et de la franc-maçonnerie, y est né.
- Aïda Touihri (1977 - ), journaliste, présentatrice de télévision et chroniqueuse française, y est née.
- Laurent Jacquet (1980 - ), un vidéaste et un présentateur, y est né.

#### Noblesse

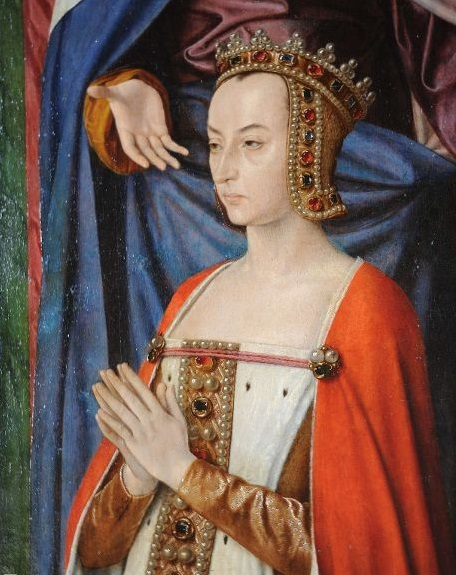
Anne de France.

- Pierre II de Bourbon (1438-1503), sire de Beaujeu[65].
- Anne de France (1461-1522), fille aînée du roi Louis XI, épouse du sire de Beaujeu, régente du royaume de France décide en 1514 de nommer Villefranche la capitale du Beaujolais[65].

#### Politique

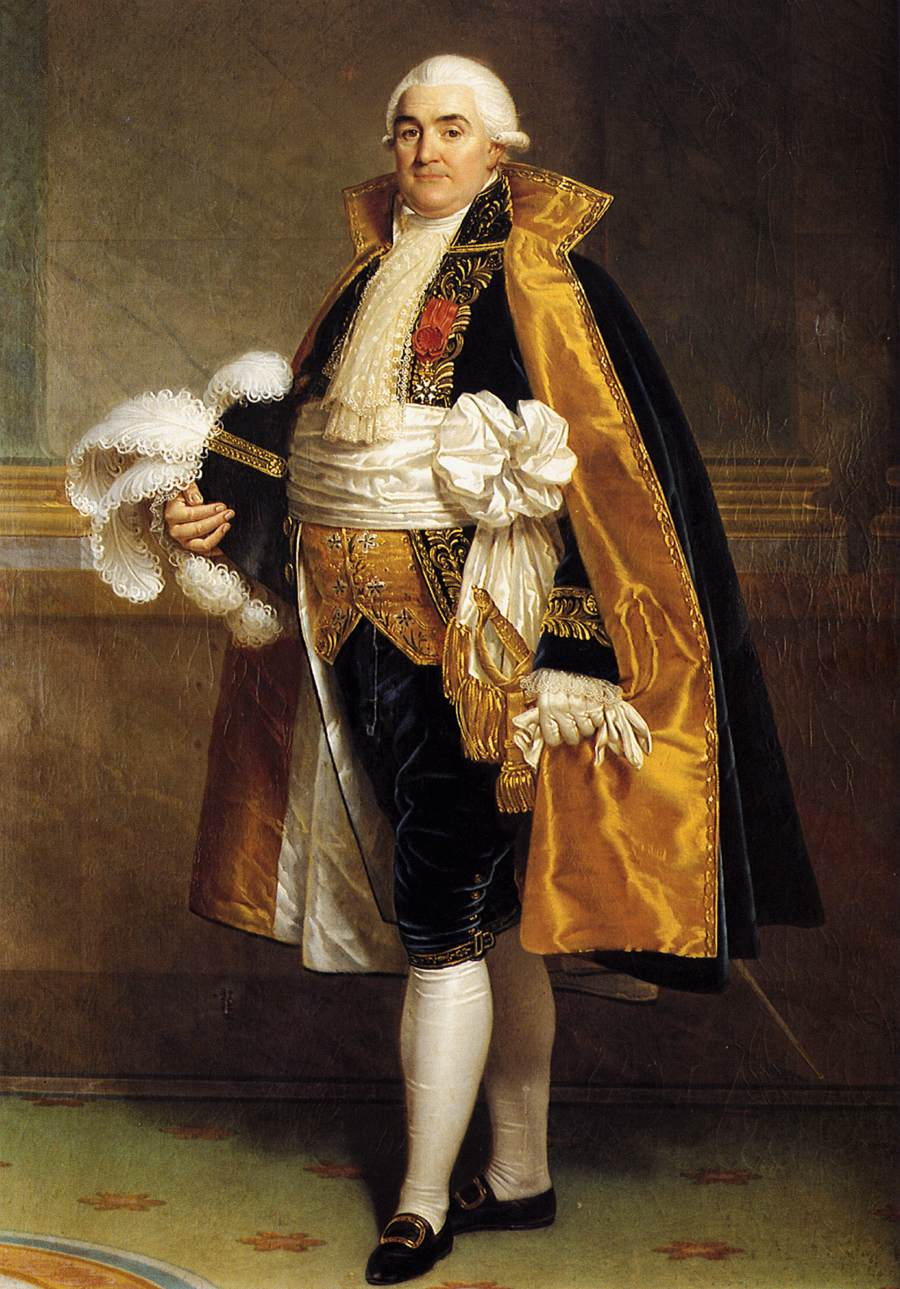
Charles Antoine Chasset, membre de la Convention nationale.

- Jean-Marie Roland de La Platière (1734 - 1793), économiste et homme d'État, vécut à Villefranche-sur-Saône en 1784.
- Jean-Baptiste Humblot, né le 19 février 1734 à Villefranche-sur-Saône (Rhône et Loire), mort le 12 mai 1809 à La Ferté-sur-Grosne (Saône-et-Loire), négociant et député du Tiers état de la Sénéchaussée de Villefranche aux états généraux de 1789.
- Antoine Michet (1744-1800), homme politique né et décédé à Villefranche-sur-Saône, député du Rhône-et-Loire.
- Madame Roland (1754 - 1793), figure de la Révolution française vécut au 93 rue Nationale vers 1784, dans la maison du père de son mari.
- Charles Antoine Chasset (1745 - 1824), homme de loi, député de la Convention nationale, du Conseil des Cinq-Cents puis membre du Conseil des Anciens et du Sénat conservateur, y est né.
- Arnould Humblot-Conté (1776-1845), homme politique né à Villefranche-sur-Saône, maire de Saint-Ambreuil, député de Saône-et-Loire de 1820 à 1824 puis député du Rhône de 1827 à 1831 .
- Antoine Sallès (1860 - 1943), homme politique français, y est né.
- Pierre Desgranges (1865 - 1898), militant anarchiste, y est né.
- Francisque Perrut (1920 - 2018), ancien député du Beaujolais, conseiller général, vice-président de la région Rhône-Alpes, y a vécu son enfance et sa jeunesse, et y est mort.
- Danielle Mitterrand (1924 - 2011) dont le père, Antoine Gouze, a été révoqué du collège dont il était le principal pour avoir refusé de dénoncer les élèves juifs en 1941.
- Gérard Ducray (1942 -), homme politique français et ancien secrétaire d'état y est né.

#### Sciences

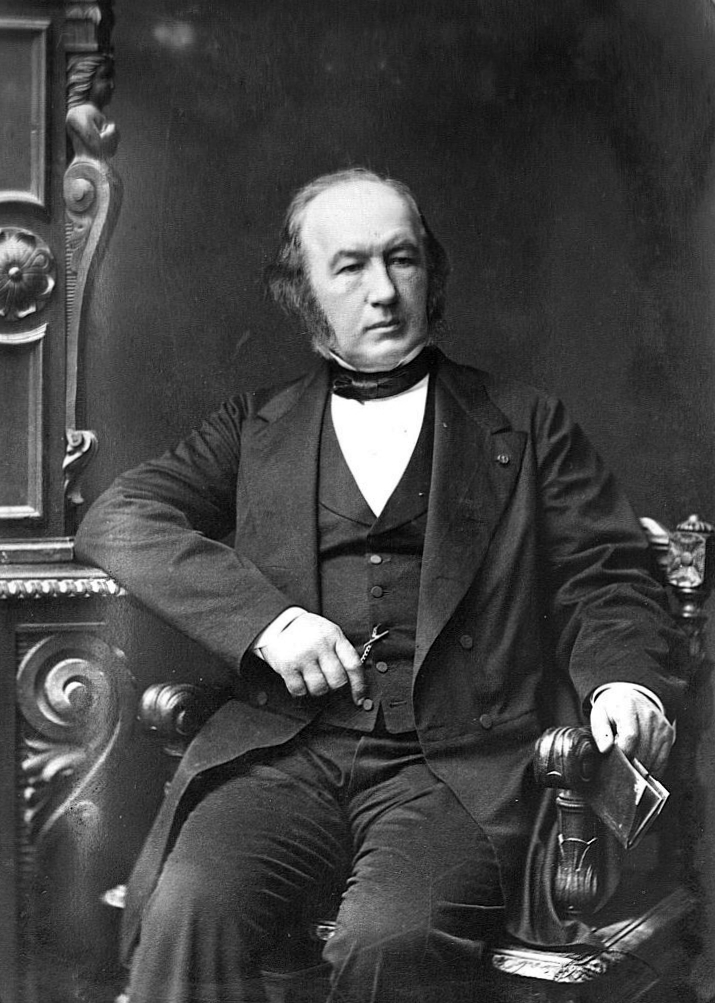
Claude Bernard est né près de Villefranche et a étudié dans la cité caladoise.

- Jean-Baptiste Morin de Villefranche (1583 - 1656), médecin et un mathématicien  français
- Michel Carret (1752 - 1818), chirurgien et conseiller à la Cour des comptes, homme politique français, y est né.
- Jean Vatout (1792 - 1848), écrivain, haut fonctionnaire et  homme politique français, y est né.
- Claude Bernard (1813 - 1878), médecin, physiologiste et épistémologue français, a fait une partie de ses études chez les jésuites de Villefranche.
- Claude Perroud (1839 - 1919), enseignant, journaliste, recteur d'académie et historien français, y est né, et a été élève du collège de Villefranche.
- Pierre Teilhard de Chardin (1881 - 1955), prêtre jésuite français, chercheur, paléontologue, théologien et philosophe, a fait ses études au collège jésuite de Notre-Dame de Mongré.
- Pierre Montet (1885 - 1966), égyptologue, y est né.

#### Sports
- Pascal Marion-Bourgeat (1961 - ), cavalier international et écrivain, y réside depuis 2010[66].
- Pierre Gabzdyl (1969 - ), joueur de football, y est né.
- Frédéric Bessy (1972 - ), cycliste professionnel, y est né.
- Frédéric Dufour (1976 - ), rameur à l'Aviron Union Nautique de Villefranche.
- Grégory Bettiol (1986 - ), joueur de football, y est né et y a été licencié.
- Pernelle Carron (1986 - ), danseuse sur glace française, y est née.
- Maxime Gonalons (1989 - ), joueur de football et international français, y a grandi.
- Alexandre Dumoulin (1989 - ), joueur de rugby formé au CSV Villefranche et sélectionné pour la coupe du monde 2015.
- Hubert Velud (1959 - ), footballeur français, reconverti dans les fonctions d'entraîneur. Il est entraîneur des Etalons, équipe nationale du Burkina Faso depuis avril 2022, y est né.

### Héraldique
| Armes | Les armes de Villefranche-sur-Saône se blasonnent ainsi : De gueules à une porte de ville d’argent flanquée à dextre d’une tour du même, au chef cousu d'azur chargé de trois fleurs de lys d'or, chacune brisée d'un bâton de gueules péri en bande. |